# Lista över fornlämningar i Tanums kommun (Tanum, övriga)
Lista över fornlämningar i Tanums kommun (Tanum, övriga) är en förteckning av ett urval av de fornlämningar av annan typ än hällristning som finns i Tanum i Tanums kommun.
| Namn                                 | Lämningstyp                 | Tillkomsttid | Historisk indelning | Plats | Läge                 | ID-nr          | Bild                                      |
| ------------------------------------ | --------------------------- | ------------ | ------------------- | ----- | -------------------- | -------------- | ----------------------------------------- |
| Tanum 2:1                            | Röse                        |              | Tanum, Bohuslän     |       | 58.702567, 11.333302 | 10160600020001 | Ladda upp en till bild av detta fornminne |
| Tanum 2:2                            | Röse                        |              | Tanum, Bohuslän     |       | 58.702431, 11.333266 | 10160600020002 | Ladda upp en bild av detta fornminne      |
| Tanum 20:1                           | Gravfält                    |              | Tanum, Bohuslän     |       | 58.693691, 11.338337 | 10160600200001 | Ladda upp en bild av detta fornminne      |
| Tanum 36:1                           | Hög                         |              | Tanum, Bohuslän     |       | 58.692225, 11.336725 | 10160600360001 | Ladda upp en bild av detta fornminne      |
| Tanum 36:2                           | Stensättning                |              | Tanum, Bohuslän     |       | 58.692270, 11.336892 | 10160600360002 | Ladda upp en bild av detta fornminne      |
| Tanum 36:3                           | Stensättning                |              | Tanum, Bohuslän     |       | 58.692333, 11.336809 | 10160600360003 | Ladda upp en bild av detta fornminne      |
| Tanum 36:4                           | Stensättning                |              | Tanum, Bohuslän     |       | 58.692315, 11.336615 | 10160600360004 | Ladda upp en bild av detta fornminne      |
| Tanum 37:1                           | Hög                         |              | Tanum, Bohuslän     |       | 58.692101, 11.336445 | 10160600370001 | Ladda upp en bild av detta fornminne      |
| Tanum 45:1                           | Gravfält                    |              | Tanum, Bohuslän     |       | 58.689640, 11.340412 | 10160600450001 | Ladda upp en bild av detta fornminne      |
| Tanum 53:1                           | Stensättning                |              | Tanum, Bohuslän     |       | 58.687080, 11.328873 | 10160600530001 | Ladda upp en bild av detta fornminne      |
| Tanum 54:1                           | Stensättning                |              | Tanum, Bohuslän     |       | 58.687867, 11.328211 | 10160600540001 | Ladda upp en bild av detta fornminne      |
| Tanum 70:1                           | Röse                        |              | Tanum, Bohuslän     |       | 58.696248, 11.327801 | 10160600700001 | Ladda upp en bild av detta fornminne      |
| Tanum 70:2                           | Röse                        |              | Tanum, Bohuslän     |       | 58.695950, 11.327748 | 10160600700002 | Ladda upp en bild av detta fornminne      |
| Tanum 71:1                           | Stensättning                |              | Tanum, Bohuslän     |       | 58.689539, 11.326900 | 10160600710001 | Ladda upp en bild av detta fornminne      |
| Tanum 72:1                           | Stensättning                |              | Tanum, Bohuslän     |       | 58.689162, 11.326925 | 10160600720001 | Ladda upp en bild av detta fornminne      |
| Tanum 72:2                           | Stensättning                |              | Tanum, Bohuslän     |       | 58.689004, 11.326753 | 10160600720002 | Ladda upp en bild av detta fornminne      |
| Tanum 72:3                           | Stensättning                |              | Tanum, Bohuslän     |       | 58.689145, 11.326651 | 10160600720003 | Ladda upp en bild av detta fornminne      |
| Tanum 73:1                           | Stensättning                |              | Tanum, Bohuslän     |       | 58.691756, 11.324509 | 10160600730001 | Ladda upp en bild av detta fornminne      |
| Tanum 74:1                           | Röse                        |              | Tanum, Bohuslän     |       | 58.695604, 11.321105 | 10160600740001 | Ladda upp en bild av detta fornminne      |
| Tanum 77:1                           | Röse                        |              | Tanum, Bohuslän     |       | 58.700688, 11.320881 | 10160600770001 | Ladda upp en bild av detta fornminne      |
| Tanum 86:1                           | Röse                        |              | Tanum, Bohuslän     |       | 58.697181, 11.333031 | 10160600860001 | Ladda upp en bild av detta fornminne      |
| Tanum 87:1                           | Stensättning                |              | Tanum, Bohuslän     |       | 58.697194, 11.333478 | 10160600870001 | Ladda upp en bild av detta fornminne      |
| Tanum 108:1                          | Hög                         |              | Tanum, Bohuslän     |       | 58.702768, 11.341310 | 10160601080001 | Ladda upp en bild av detta fornminne      |
| Tanum 108:2                          | Hög                         |              | Tanum, Bohuslän     |       | 58.702865, 11.341246 | 10160601080002 | Ladda upp en bild av detta fornminne      |
| Tanum 109:1                          | Röse                        |              | Tanum, Bohuslän     |       | 58.705793, 11.343476 | 10160601090001 | Ladda upp en bild av detta fornminne      |
| Tanum 110:1                          | Stensättning                |              | Tanum, Bohuslän     |       | 58.706003, 11.337942 | 10160601100001 | Ladda upp en bild av detta fornminne      |
| Tanum 117:1                          | Stensättning                |              | Tanum, Bohuslän     |       | 58.708901, 11.336098 | 10160601170001 | Ladda upp en bild av detta fornminne      |
| Tanum 143:1                          | Grav markerad av sten/block |              | Tanum, Bohuslän     |       | 58.758528, 11.248558 | 10160601430001 | Ladda upp en bild av detta fornminne      |
| Tanum 144:1                          | Stensättning                |              | Tanum, Bohuslän     |       | 58.758837, 11.246658 | 10160601440001 | Ladda upp en bild av detta fornminne      |
| Tanum 145:1                          | Röse                        |              | Tanum, Bohuslän     |       | 58.760186, 11.247959 | 10160601450001 | Ladda upp en bild av detta fornminne      |
| Tanum 145:2                          | Stensättning                |              | Tanum, Bohuslän     |       | 58.760366, 11.247966 | 10160601450002 | Ladda upp en bild av detta fornminne      |
| Tanum 195:1                          | Hög                         |              | Tanum, Bohuslän     |       | 58.679755, 11.332203 | 10160601950001 | Ladda upp en bild av detta fornminne      |
| Tanum 195:2                          | Hög                         |              | Tanum, Bohuslän     |       | 58.679778, 11.331787 | 10160601950002 | Ladda upp en bild av detta fornminne      |
| Tanum 195:3                          | Hög                         |              | Tanum, Bohuslän     |       | 58.679810, 11.331110 | 10160601950003 | Ladda upp en bild av detta fornminne      |
| Ludesten (Tanum 206:1)               | Stenkammargrav              |              | Tanum, Bohuslän     |       | 58.720712, 11.302324 | 10160602060001 | Ladda upp en till bild av detta fornminne |
| Ekehögarna (Tanum 207:1)             | Gravfält                    |              | Tanum, Bohuslän     |       | 58.758837, 11.250729 | 10160602070001 | Ladda upp en bild av detta fornminne      |
| Tanum 370:1                          | Hög                         |              | Tanum, Bohuslän     |       | 58.723577, 11.377917 | 10160603700001 | Ladda upp en bild av detta fornminne      |
| Tanum 370:2                          | Hög                         |              | Tanum, Bohuslän     |       | 58.723604, 11.378159 | 10160603700002 | Ladda upp en bild av detta fornminne      |
| Tanum 370:3                          | Hög                         |              | Tanum, Bohuslän     |       | 58.723537, 11.378494 | 10160603700003 | Ladda upp en bild av detta fornminne      |
| Tanum 371:1                          | Stensättning                |              | Tanum, Bohuslän     |       | 58.726104, 11.377990 | 10160603710001 | Ladda upp en bild av detta fornminne      |
| Tanum 372:1                          | Stensättning                |              | Tanum, Bohuslän     |       | 58.727402, 11.380637 | 10160603720001 | Ladda upp en bild av detta fornminne      |
| Tanum 374:1                          | Stensättning                |              | Tanum, Bohuslän     |       | 58.727047, 11.386469 | 10160603740001 | Ladda upp en bild av detta fornminne      |
| Tanum 375:1                          | Stensättning                |              | Tanum, Bohuslän     |       | 58.726791, 11.385756 | 10160603750001 | Ladda upp en bild av detta fornminne      |
| Tanum 375:2                          | Grav markerad av sten/block |              | Tanum, Bohuslän     |       | 58.727089, 11.385790 | 10160603750002 | Ladda upp en bild av detta fornminne      |
| Tanum 376:1                          | Stensättning                |              | Tanum, Bohuslän     |       | 58.716599, 11.385748 | 10160603760001 | Ladda upp en bild av detta fornminne      |
| Tanum 376:2                          | Stensättning                |              | Tanum, Bohuslän     |       | 58.716423, 11.385873 | 10160603760002 | Ladda upp en bild av detta fornminne      |
| Tanum 378:1                          | Stensättning                |              | Tanum, Bohuslän     |       | 58.723937, 11.375391 | 10160603780001 | Ladda upp en bild av detta fornminne      |
| Tanum 378:2                          | Stensättning                |              | Tanum, Bohuslän     |       | 58.723915, 11.375391 | 10160603780002 | Ladda upp en bild av detta fornminne      |
| Tanum 378:3                          | Stensättning                |              | Tanum, Bohuslän     |       | 58.723830, 11.375403 | 10160603780003 | Ladda upp en bild av detta fornminne      |
| Tanum 379:1                          | Gravfält                    |              | Tanum, Bohuslän     |       | 58.732191, 11.369794 | 10160603790001 | Ladda upp en bild av detta fornminne      |
| Tanum 380:1                          | Röse                        |              | Tanum, Bohuslän     |       | 58.734537, 11.372080 | 10160603800001 | Ladda upp en bild av detta fornminne      |
| Tanum 380:2                          | Röse                        |              | Tanum, Bohuslän     |       | 58.734527, 11.371654 | 10160603800002 | Ladda upp en bild av detta fornminne      |
| Tanum 381:1                          | Grav markerad av sten/block |              | Tanum, Bohuslän     |       | 58.708991, 11.388699 | 10160603810001 | Ladda upp en bild av detta fornminne      |
| Tanum 381:2                          | Grav markerad av sten/block |              | Tanum, Bohuslän     |       | 58.708964, 11.388861 | 10160603810002 | Ladda upp en bild av detta fornminne      |
| Tanum 381:3                          | Grav markerad av sten/block |              | Tanum, Bohuslän     |       | 58.708990, 11.388955 | 10160603810003 | Ladda upp en bild av detta fornminne      |
| Tanum 383:1                          | Röse                        |              | Tanum, Bohuslän     |       | 58.712111, 11.381018 | 10160603830001 | Ladda upp en bild av detta fornminne      |
| Tanum 385:1                          | Grav markerad av sten/block |              | Tanum, Bohuslän     |       | 58.694622, 11.392103 | 10160603850001 | Ladda upp en bild av detta fornminne      |
| Tanum 385:2                          | Grav markerad av sten/block |              | Tanum, Bohuslän     |       | 58.694599, 11.391916 | 10160603850002 | Ladda upp en bild av detta fornminne      |
| Tanum 386:1                          | Gravfält                    |              | Tanum, Bohuslän     |       | 58.693885, 11.393260 | 10160603860001 | Ladda upp en bild av detta fornminne      |
| Tanum 387:1                          | Stensättning                |              | Tanum, Bohuslän     |       | 58.697629, 11.383290 | 10160603870001 | Ladda upp en bild av detta fornminne      |
| Tanum 388:1                          | Röse                        |              | Tanum, Bohuslän     |       | 58.696470, 11.390845 | 10160603880001 | Ladda upp en bild av detta fornminne      |
| Tanum 388:2                          | Röse                        |              | Tanum, Bohuslän     |       | 58.696210, 11.390840 | 10160603880002 | Ladda upp en bild av detta fornminne      |
| Tanum 389:1                          | Gravfält                    |              | Tanum, Bohuslän     |       | 58.687438, 11.399743 | 10160603890001 | Ladda upp en bild av detta fornminne      |
| Tanum 390:1                          | Gravfält                    |              | Tanum, Bohuslän     |       | 58.690227, 11.400708 | 10160603900001 | Ladda upp en bild av detta fornminne      |
| Tanum 391:1                          | Stensättning                |              | Tanum, Bohuslän     |       | 58.684213, 11.401369 | 10160603910001 | Ladda upp en bild av detta fornminne      |
| Tingshögen (Tanum 392:1)             | Hög                         |              | Tanum, Bohuslän     |       | 58.682467, 11.401855 | 10160603920001 | Ladda upp en bild av detta fornminne      |
| Tanum 393:1                          | Stensättning                |              | Tanum, Bohuslän     |       | 58.681617, 11.402266 | 10160603930001 | Ladda upp en bild av detta fornminne      |
| Tanum 395:1                          | Gravfält                    |              | Tanum, Bohuslän     |       | 58.721315, 11.393291 | 10160603950001 | Ladda upp en bild av detta fornminne      |
| Tanum 396:1                          | Stensättning                |              | Tanum, Bohuslän     |       | 58.720553, 11.392927 | 10160603960001 | Ladda upp en bild av detta fornminne      |
| Tanum 396:2                          | Stensättning                |              | Tanum, Bohuslän     |       | 58.720461, 11.392574 | 10160603960002 | Ladda upp en bild av detta fornminne      |
| Tanum 396:3                          | Stensättning                |              | Tanum, Bohuslän     |       | 58.720277, 11.392129 | 10160603960003 | Ladda upp en bild av detta fornminne      |
| Tanum 397:1                          | Stensättning                |              | Tanum, Bohuslän     |       | 58.724136, 11.393133 | 10160603970001 | Ladda upp en bild av detta fornminne      |
| Tanum 399:1                          | Röse                        |              | Tanum, Bohuslän     |       | 58.675645, 11.410981 | 10160603990001 | Ladda upp en bild av detta fornminne      |
| Tanum 400:1                          | Röse                        |              | Tanum, Bohuslän     |       | 58.674384, 11.408371 | 10160604000001 | Ladda upp en bild av detta fornminne      |
| Tanum 499:3                          | Stensättning                |              | Tanum, Bohuslän     |       | 58.698345, 11.273465 | 10160604990003 | Ladda upp en bild av detta fornminne      |
| Tanum 517:1                          | Stensättning                |              | Tanum, Bohuslän     |       | 58.758715, 11.259038 | 10160605170001 | Ladda upp en bild av detta fornminne      |
| Tanum 521:1                          | Stensättning                |              | Tanum, Bohuslän     |       | 58.712222, 11.330369 | 10160605210001 | Ladda upp en bild av detta fornminne      |
| Tanum 521:2                          | Stensättning                |              | Tanum, Bohuslän     |       | 58.712342, 11.330182 | 10160605210002 | Ladda upp en bild av detta fornminne      |
| Tanum 522:1                          | Gravfält                    |              | Tanum, Bohuslän     |       | 58.707958, 11.352113 | 10160605220001 | Ladda upp en bild av detta fornminne      |
| Tanum 523:1                          | Gravfält                    |              | Tanum, Bohuslän     |       | 58.708690, 11.355473 | 10160605230001 | Ladda upp en bild av detta fornminne      |
| Tanum 524:1                          | Stensättning                |              | Tanum, Bohuslän     |       | 58.708338, 11.356582 | 10160605240001 | Ladda upp en bild av detta fornminne      |
| Tanum 525:1                          | Hög                         |              | Tanum, Bohuslän     |       | 58.711320, 11.353435 | 10160605250001 | Ladda upp en bild av detta fornminne      |
| Tanum 526:1                          | Röse                        |              | Tanum, Bohuslän     |       | 58.710419, 11.356132 | 10160605260001 | Ladda upp en bild av detta fornminne      |
| Tanum 527:1                          | Gravfält                    |              | Tanum, Bohuslän     |       | 58.706001, 11.367784 | 10160605270001 | Ladda upp en bild av detta fornminne      |
| Tanum 528:1                          | Stensättning                |              | Tanum, Bohuslän     |       | 58.710292, 11.363498 | 10160605280001 | Ladda upp en bild av detta fornminne      |
| Tanum 528:2                          | Stensättning                |              | Tanum, Bohuslän     |       | 58.710052, 11.363471 | 10160605280002 | Ladda upp en bild av detta fornminne      |
| Tanum 529:1                          | Hög                         |              | Tanum, Bohuslän     |       | 58.710178, 11.365397 | 10160605290001 | Ladda upp en bild av detta fornminne      |
| Tanum 529:2                          | Stensättning                |              | Tanum, Bohuslän     |       | 58.710090, 11.365948 | 10160605290002 | Ladda upp en bild av detta fornminne      |
| Tanum 529:3                          | Stensättning                |              | Tanum, Bohuslän     |       | 58.710017, 11.366198 | 10160605290003 | Ladda upp en bild av detta fornminne      |
| Tanum 529:6                          | Stensättning                |              | Tanum, Bohuslän     |       | 58.710006, 11.364200 | 10160605290006 | Ladda upp en bild av detta fornminne      |
| Tanum 531:1                          | Stensättning                |              | Tanum, Bohuslän     |       | 58.704304, 11.373854 | 10160605310001 | Ladda upp en bild av detta fornminne      |
| Tanum 532:1                          | Gravfält                    |              | Tanum, Bohuslän     |       | 58.701496, 11.370777 | 10160605320001 | Ladda upp en bild av detta fornminne      |
| Tanum 533:1                          | Hög                         |              | Tanum, Bohuslän     |       | 58.745404, 11.309536 | 10160605330001 | Ladda upp en bild av detta fornminne      |
| Tanum 535:1                          | Röse                        |              | Tanum, Bohuslän     |       | 58.746644, 11.304607 | 10160605350001 | Ladda upp en bild av detta fornminne      |
| Tanum 535:2                          | Stensättning                |              | Tanum, Bohuslän     |       | 58.746740, 11.303866 | 10160605350002 | Ladda upp en bild av detta fornminne      |
| Tanum 536:1                          | Stenkrets                   |              | Tanum, Bohuslän     |       | 58.743882, 11.303743 | 10160605360001 | Ladda upp en bild av detta fornminne      |
| Tanum 536:2                          | Stenkrets                   |              | Tanum, Bohuslän     |       | 58.743777, 11.303586 | 10160605360002 | Ladda upp en bild av detta fornminne      |
| Tanum 537:1                          | Hög                         |              | Tanum, Bohuslän     |       | 58.744614, 11.303148 | 10160605370001 | Ladda upp en bild av detta fornminne      |
| Tanum 537:2                          | Grav markerad av sten/block |              | Tanum, Bohuslän     |       | 58.744706, 11.302978 | 10160605370002 | Ladda upp en bild av detta fornminne      |
| Tanum 537:3                          | Hög                         |              | Tanum, Bohuslän     |       | 58.744496, 11.303356 | 10160605370003 | Ladda upp en bild av detta fornminne      |
| Tanum 538:2                          | Röse                        |              | Tanum, Bohuslän     |       | 58.742204, 11.299203 | 10160605380002 | Ladda upp en bild av detta fornminne      |
| Tanum 539:1                          | Grav- och boplatsområde     |              | Tanum, Bohuslän     |       | 58.740950, 11.304039 | 10160605390001 | Ladda upp en bild av detta fornminne      |
| Tanum 540:1                          | Gravfält                    |              | Tanum, Bohuslän     |       | 58.745769, 11.295388 | 10160605400101 | Ladda upp en bild av detta fornminne      |
| Tanum 541:1                          | Stensättning                |              | Tanum, Bohuslän     |       | 58.746691, 11.291612 | 10160605410001 | Ladda upp en bild av detta fornminne      |
| Tanum 541:2                          | Stensättning                |              | Tanum, Bohuslän     |       | 58.746380, 11.291557 | 10160605410002 | Ladda upp en bild av detta fornminne      |
| Tanum 542:1                          | Gravfält                    |              | Tanum, Bohuslän     |       | 58.746239, 11.293412 | 10160605420001 | Ladda upp en bild av detta fornminne      |
| Tanum 543:1                          | Röse                        |              | Tanum, Bohuslän     |       | 58.748310, 11.299095 | 10160605430001 | Ladda upp en bild av detta fornminne      |
| Tanum 544:1                          | Gravfält                    |              | Tanum, Bohuslän     |       | 58.749018, 11.291067 | 10160605440001 | Ladda upp en bild av detta fornminne      |
| Tanum 545:1                          | Stensättning                |              | Tanum, Bohuslän     |       | 58.749375, 11.287909 | 10160605450001 | Ladda upp en bild av detta fornminne      |
| Tanum 546:1                          | Gravfält                    |              | Tanum, Bohuslän     |       | 58.750857, 11.287283 | 10160605460001 | Ladda upp en bild av detta fornminne      |
| Tanum 547:1                          | Gravfält                    |              | Tanum, Bohuslän     |       | 58.750761, 11.285611 | 10160605470001 | Ladda upp en bild av detta fornminne      |
| Olov Kyrres grav (Tanum 548:1)       | Stenkrets                   |              | Tanum, Bohuslän     |       | 58.751862, 11.285967 | 10160605480001 | Ladda upp en bild av detta fornminne      |
| Tanum 548:2                          | Stensättning                |              | Tanum, Bohuslän     |       | 58.752217, 11.285595 | 10160605480002 | Ladda upp en bild av detta fornminne      |
| Tanum 551:1                          | Röse                        |              | Tanum, Bohuslän     |       | 58.711622, 11.308870 | 10160605510001 | Ladda upp en bild av detta fornminne      |
| Tanum 552:1                          | Stensättning                |              | Tanum, Bohuslän     |       | 58.716485, 11.313126 | 10160605520001 | Ladda upp en bild av detta fornminne      |
| Tanum 552:2                          | Stensättning                |              | Tanum, Bohuslän     |       | 58.716306, 11.312974 | 10160605520002 | Ladda upp en bild av detta fornminne      |
| Tanum 553:1                          | Röse                        |              | Tanum, Bohuslän     |       | 58.708768, 11.317578 | 10160605530001 | Ladda upp en bild av detta fornminne      |
| Tanum 554:1                          | Stensättning                |              | Tanum, Bohuslän     |       | 58.721000, 11.317118 | 10160605540001 | Ladda upp en bild av detta fornminne      |
| Tanum 555:1                          | Röse                        |              | Tanum, Bohuslän     |       | 58.710808, 11.348623 | 10160605550001 | Ladda upp en bild av detta fornminne      |
| Tanum 556:1                          | Stenkrets                   |              | Tanum, Bohuslän     |       | 58.712568, 11.346896 | 10160605560001 | Ladda upp en bild av detta fornminne      |
| Tanum 556:2                          | Stensättning                |              | Tanum, Bohuslän     |       | 58.712590, 11.346445 | 10160605560002 | Ladda upp en bild av detta fornminne      |
| Tanum 556:3                          | Stensättning                |              | Tanum, Bohuslän     |       | 58.712412, 11.347292 | 10160605560003 | Ladda upp en bild av detta fornminne      |
| Tanum 557:1                          | Röse                        |              | Tanum, Bohuslän     |       | 58.708801, 11.345336 | 10160605570001 | Ladda upp en bild av detta fornminne      |
| Galgeröset (Tanum 558:1)             | Röse                        |              | Tanum, Bohuslän     |       | 58.717323, 11.344729 | 10160605580001 | Ladda upp en till bild av detta fornminne |
| Galgeröset (Tanum 558:2)             | Stensättning                |              | Tanum, Bohuslän     |       | 58.716947, 11.343895 | 10160605580002 | Ladda upp en bild av detta fornminne      |
| Galgeröset (Tanum 558:3)             | Stensättning                |              | Tanum, Bohuslän     |       | 58.716949, 11.344240 | 10160605580003 | Ladda upp en bild av detta fornminne      |
| Tanum 559:1                          | Stensättning                |              | Tanum, Bohuslän     |       | 58.717947, 11.345367 | 10160605590001 | Ladda upp en bild av detta fornminne      |
| Tanum 561:1                          | Stensättning                |              | Tanum, Bohuslän     |       | 58.729258, 11.358984 | 10160605610001 | Ladda upp en bild av detta fornminne      |
| Tanum 563:1                          | Röse                        |              | Tanum, Bohuslän     |       | 58.703815, 11.309045 | 10160605630001 | Ladda upp en bild av detta fornminne      |
| Tanum 564:1                          | Röse                        |              | Tanum, Bohuslän     |       | 58.700607, 11.309750 | 10160605640001 | Ladda upp en bild av detta fornminne      |
| Tanum 566:1                          | Hög                         |              | Tanum, Bohuslän     |       | 58.732530, 11.339391 | 10160605660001 | Ladda upp en bild av detta fornminne      |
| Tanum 566:2                          | Hög                         |              | Tanum, Bohuslän     |       | 58.732699, 11.339612 | 10160605660002 | Ladda upp en bild av detta fornminne      |
| Tanum 566:3                          | Hög                         |              | Tanum, Bohuslän     |       | 58.732895, 11.339839 | 10160605660003 | Ladda upp en bild av detta fornminne      |
| Tanum 566:4                          | Hög                         |              | Tanum, Bohuslän     |       | 58.733087, 11.340067 | 10160605660004 | Ladda upp en bild av detta fornminne      |
| Tanum 567:1                          | Stensättning                |              | Tanum, Bohuslän     |       | 58.739984, 11.334439 | 10160605670001 | Ladda upp en bild av detta fornminne      |
| Tanum 568:1                          | Gravfält                    |              | Tanum, Bohuslän     |       | 58.735062, 11.337516 | 10160605680001 | Ladda upp en bild av detta fornminne      |
| Tanum 568:2                          | Stenkrets                   |              | Tanum, Bohuslän     |       | 58.735661, 11.336493 | 10160605680002 | Ladda upp en bild av detta fornminne      |
| Tanum 568:3                          | Stenkrets                   |              | Tanum, Bohuslän     |       | 58.735998, 11.336626 | 10160605680003 | Ladda upp en bild av detta fornminne      |
| Tanum 568:4                          | Stenkrets                   |              | Tanum, Bohuslän     |       | 58.735917, 11.336895 | 10160605680004 | Ladda upp en bild av detta fornminne      |
| Tanum 569:1                          | Röse                        |              | Tanum, Bohuslän     |       | 58.730079, 11.322863 | 10160605690001 | Ladda upp en bild av detta fornminne      |
| Tanum 569:2                          | Stensättning                |              | Tanum, Bohuslän     |       | 58.729720, 11.322871 | 10160605690002 | Ladda upp en bild av detta fornminne      |
| Tanum 570:1                          | Röse                        |              | Tanum, Bohuslän     |       | 58.731988, 11.320716 | 10160605700001 | Ladda upp en bild av detta fornminne      |
| Tanum 571:1                          | Stensättning                |              | Tanum, Bohuslän     |       | 58.732173, 11.319172 | 10160605710001 | Ladda upp en bild av detta fornminne      |
| Tanum 572:1                          | Röse                        |              | Tanum, Bohuslän     |       | 58.730007, 11.311508 | 10160605720001 | Ladda upp en bild av detta fornminne      |
| Tanum 573:1                          | Stensättning                |              | Tanum, Bohuslän     |       | 58.711184, 11.340373 | 10160605730001 | Ladda upp en bild av detta fornminne      |
| Tanum 574:1                          | Stensättning                |              | Tanum, Bohuslän     |       | 58.716426, 11.347273 | 10160605740001 | Ladda upp en bild av detta fornminne      |
| Tanum 575:1                          | Hög                         |              | Tanum, Bohuslän     |       | 58.715842, 11.334003 | 10160605750001 | Ladda upp en bild av detta fornminne      |
| Tanum 576:1                          | Runristning                 |              | Tanum, Bohuslän     |       | 58.716412, 11.333262 | 10160605760001 | Ladda upp en till bild av detta fornminne |
| Tanum 578:1                          | Hög                         |              | Tanum, Bohuslän     |       | 58.718502, 11.332476 | 10160605780001 | Ladda upp en bild av detta fornminne      |
| Tanum 579:1                          | Stenkammargrav              |              | Tanum, Bohuslän     |       | 58.716761, 11.329852 | 10160605790001 | Ladda upp en till bild av detta fornminne |
| Tanum 580:1                          | Gravfält                    |              | Tanum, Bohuslän     |       | 58.721812, 11.325042 | 10160605800001 | Ladda upp en bild av detta fornminne      |
| Tanum 581:1                          | Stenkammargrav              |              | Tanum, Bohuslän     |       | 58.721726, 11.319313 | 10160605810001 | Ladda upp en bild av detta fornminne      |
| Tanum 582:1                          | Gravfält                    |              | Tanum, Bohuslän     |       | 58.727602, 11.327920 | 10160605820001 | Ladda upp en bild av detta fornminne      |
| Tanum 583:1                          | Stensättning                |              | Tanum, Bohuslän     |       | 58.715035, 11.363504 | 10160605830001 | Ladda upp en bild av detta fornminne      |
| Tanum 584:1                          | Stensättning                |              | Tanum, Bohuslän     |       | 58.716291, 11.363427 | 10160605840001 | Ladda upp en bild av detta fornminne      |
| Tanum 585:1                          | Röse                        |              | Tanum, Bohuslän     |       | 58.715813, 11.359129 | 10160605850001 | Ladda upp en bild av detta fornminne      |
| Tanum 586:1                          | Gravfält                    |              | Tanum, Bohuslän     |       | 58.724179, 11.363679 | 10160605860001 | Ladda upp en bild av detta fornminne      |
| Tanum 587:1                          | Gravfält                    |              | Tanum, Bohuslän     |       | 58.726945, 11.362856 | 10160605870001 | Ladda upp en bild av detta fornminne      |
| Tanum 588:1                          | Gravfält                    |              | Tanum, Bohuslän     |       | 58.728684, 11.358926 | 10160605880001 | Ladda upp en bild av detta fornminne      |
| Tanum 589:1                          | Stensättning                |              | Tanum, Bohuslän     |       | 58.731806, 11.359062 | 10160605890001 | Ladda upp en bild av detta fornminne      |
| Tanum 590:1                          | Gravfält                    |              | Tanum, Bohuslän     |       | 58.730975, 11.360683 | 10160605900001 | Ladda upp en bild av detta fornminne      |
| Tanum 591:1                          | Hög                         |              | Tanum, Bohuslän     |       | 58.730993, 11.365727 | 10160605910001 | Ladda upp en bild av detta fornminne      |
| Tanum 592:1                          | Röse                        |              | Tanum, Bohuslän     |       | 58.740625, 11.355872 | 10160605920001 | Ladda upp en bild av detta fornminne      |
| Tanum 593:1                          | Röse                        |              | Tanum, Bohuslän     |       | 58.741185, 11.357621 | 10160605930001 | Ladda upp en bild av detta fornminne      |
| Tanum 593:2                          | Röse                        |              | Tanum, Bohuslän     |       | 58.741493, 11.357740 | 10160605930002 | Ladda upp en bild av detta fornminne      |
| Tanum 594:1                          | Stensättning                |              | Tanum, Bohuslän     |       | 58.746045, 11.354658 | 10160605940001 | Ladda upp en bild av detta fornminne      |
| Tanum 595:1                          | Stensättning                |              | Tanum, Bohuslän     |       | 58.746387, 11.344535 | 10160605950001 | Ladda upp en bild av detta fornminne      |
| Tanum 595:2                          | Stensättning                |              | Tanum, Bohuslän     |       | 58.746526, 11.344674 | 10160605950002 | Ladda upp en bild av detta fornminne      |
| Tanum 596:1                          | Stensättning                |              | Tanum, Bohuslän     |       | 58.743624, 11.345607 | 10160605960001 | Ladda upp en bild av detta fornminne      |
| Tanum 596:2                          | Stensättning                |              | Tanum, Bohuslän     |       | 58.743404, 11.346031 | 10160605960002 | Ladda upp en bild av detta fornminne      |
| Tanum 597:1                          | Stensättning                |              | Tanum, Bohuslän     |       | 58.743275, 11.337798 | 10160605970001 | Ladda upp en bild av detta fornminne      |
| Tanum 597:2                          | Stensättning                |              | Tanum, Bohuslän     |       | 58.743360, 11.337356 | 10160605970002 | Ladda upp en bild av detta fornminne      |
| Tanum 598:1                          | Gravfält                    |              | Tanum, Bohuslän     |       | 58.740966, 11.330133 | 10160605980001 | Ladda upp en bild av detta fornminne      |
| Tanum 601:1                          | Röse                        |              | Tanum, Bohuslän     |       | 58.717011, 11.304721 | 10160606010001 | Ladda upp en bild av detta fornminne      |
| Tanum 602:1                          | Röse                        |              | Tanum, Bohuslän     |       | 58.715921, 11.303568 | 10160606020001 | Ladda upp en bild av detta fornminne      |
| Tanum 603:1                          | Röse                        |              | Tanum, Bohuslän     |       | 58.715384, 11.303654 | 10160606030001 | Ladda upp en bild av detta fornminne      |
| Tanum 604:1                          | Röse                        |              | Tanum, Bohuslän     |       | 58.715377, 11.302706 | 10160606040001 | Ladda upp en bild av detta fornminne      |
| Tanum 604:2                          | Röse                        |              | Tanum, Bohuslän     |       | 58.715249, 11.302598 | 10160606040002 | Ladda upp en bild av detta fornminne      |
| Tanum 605:1                          | Röse                        |              | Tanum, Bohuslän     |       | 58.726071, 11.298142 | 10160606050001 | Ladda upp en bild av detta fornminne      |
| Tanum 606:1                          | Röse                        |              | Tanum, Bohuslän     |       | 58.727136, 11.302185 | 10160606060001 | Ladda upp en bild av detta fornminne      |
| Tanum 607:1                          | Röse                        |              | Tanum, Bohuslän     |       | 58.725811, 11.301485 | 10160606070001 | Ladda upp en bild av detta fornminne      |
| Tanum 607:2                          | Stensättning                |              | Tanum, Bohuslän     |       | 58.725728, 11.301653 | 10160606070002 | Ladda upp en bild av detta fornminne      |
| Tanum 608:1                          | Röse                        |              | Tanum, Bohuslän     |       | 58.723301, 11.305179 | 10160606080001 | Ladda upp en bild av detta fornminne      |
| Tanum 608:2                          | Stensättning                |              | Tanum, Bohuslän     |       | 58.723011, 11.305087 | 10160606080002 | Ladda upp en bild av detta fornminne      |
| Tanum 609:1                          | Stensättning                |              | Tanum, Bohuslän     |       | 58.722744, 11.305527 | 10160606090001 | Ladda upp en bild av detta fornminne      |
| Tanum 609:3                          | Stensättning                |              | Tanum, Bohuslän     |       | 58.722600, 11.305489 | 10160606090003 | Ladda upp en bild av detta fornminne      |
| Tanum 610:1                          | Hög                         |              | Tanum, Bohuslän     |       | 58.725433, 11.282032 | 10160606100001 | Ladda upp en bild av detta fornminne      |
| Tanum 611:1                          | Röse                        |              | Tanum, Bohuslän     |       | 58.727188, 11.275869 | 10160606110001 | Ladda upp en bild av detta fornminne      |
| Tanum 612:1                          | Röse                        |              | Tanum, Bohuslän     |       | 58.729481, 11.275833 | 10160606120001 | Ladda upp en bild av detta fornminne      |
| Tanum 613:1                          | Röse                        |              | Tanum, Bohuslän     |       | 58.723947, 11.261105 | 10160606130001 | Ladda upp en bild av detta fornminne      |
| Tanum 614:1                          | Röse                        |              | Tanum, Bohuslän     |       | 58.725140, 11.259263 | 10160606140001 | Ladda upp en bild av detta fornminne      |
| Tanum 614:2                          | Stensättning                |              | Tanum, Bohuslän     |       | 58.725010, 11.259819 | 10160606140002 | Ladda upp en bild av detta fornminne      |
| Tanum 616:1                          | Stensättning                |              | Tanum, Bohuslän     |       | 58.722412, 11.289385 | 10160606160001 | Ladda upp en bild av detta fornminne      |
| Tanum 619:1                          | Röse                        |              | Tanum, Bohuslän     |       | 58.729003, 11.306729 | 10160606190001 | Ladda upp en bild av detta fornminne      |
| Tanum 620:1                          | Stensättning                |              | Tanum, Bohuslän     |       | 58.725029, 11.312135 | 10160606200001 | Ladda upp en bild av detta fornminne      |
| Tanum 621:1                          | Stensättning                |              | Tanum, Bohuslän     |       | 58.728370, 11.310197 | 10160606210001 | Ladda upp en bild av detta fornminne      |
| Tanum 621:2                          | Stensättning                |              | Tanum, Bohuslän     |       | 58.728581, 11.310079 | 10160606210002 | Ladda upp en bild av detta fornminne      |
| Tanum 622:1                          | Röse                        |              | Tanum, Bohuslän     |       | 58.725043, 11.268532 | 10160606220001 | Ladda upp en bild av detta fornminne      |
| Tanum 623:1                          | Gravfält                    |              | Tanum, Bohuslän     |       | 58.723656, 11.260056 | 10160606230001 | Ladda upp en bild av detta fornminne      |
| Tanum 625:1                          | Gravfält                    |              | Tanum, Bohuslän     |       | 58.738726, 11.268625 | 10160606250001 | Ladda upp en bild av detta fornminne      |
| Tanum 626:1                          | Stensättning                |              | Tanum, Bohuslän     |       | 58.724658, 11.311638 | 10160606260001 | Ladda upp en bild av detta fornminne      |
| Tanum 627:1                          | Stensättning                |              | Tanum, Bohuslän     |       | 58.724791, 11.310476 | 10160606270001 | Ladda upp en bild av detta fornminne      |
| Tanum 627:2                          | Stensättning                |              | Tanum, Bohuslän     |       | 58.724596, 11.310333 | 10160606270002 | Ladda upp en bild av detta fornminne      |
| Tanum 628:1                          | Stensättning                |              | Tanum, Bohuslän     |       | 58.724170, 11.310483 | 10160606280001 | Ladda upp en bild av detta fornminne      |
| Tanum 629:1                          | Grav markerad av sten/block |              | Tanum, Bohuslän     |       | 58.729342, 11.301350 | 10160606290001 | Ladda upp en bild av detta fornminne      |
| Tanum 631:1                          | Röse                        |              | Tanum, Bohuslän     |       | 58.754279, 11.287686 | 10160606310001 | Ladda upp en bild av detta fornminne      |
| Tanum 632:1                          | Röse                        |              | Tanum, Bohuslän     |       | 58.754360, 11.289007 | 10160606320001 | Ladda upp en bild av detta fornminne      |
| Tanum 633:1                          | Röse                        |              | Tanum, Bohuslän     |       | 58.754909, 11.289686 | 10160606330001 | Ladda upp en bild av detta fornminne      |
| Tanum 634:1                          | Röse                        |              | Tanum, Bohuslän     |       | 58.756787, 11.286961 | 10160606340001 | Ladda upp en bild av detta fornminne      |
| Tanum 635:1                          | Röse                        |              | Tanum, Bohuslän     |       | 58.755820, 11.285757 | 10160606350001 | Ladda upp en bild av detta fornminne      |
| Tanum 635:2                          | Stensättning                |              | Tanum, Bohuslän     |       | 58.755637, 11.285023 | 10160606350002 | Ladda upp en bild av detta fornminne      |
| Tanum 636:1                          | Röse                        |              | Tanum, Bohuslän     |       | 58.755111, 11.276967 | 10160606360001 | Ladda upp en bild av detta fornminne      |
| Tanum 637:1                          | Hög                         |              | Tanum, Bohuslän     |       | 58.752358, 11.279409 | 10160606370001 | Ladda upp en bild av detta fornminne      |
| Tanum 637:2                          | Stensättning                |              | Tanum, Bohuslän     |       | 58.752460, 11.279272 | 10160606370002 | Ladda upp en bild av detta fornminne      |
| Tanum 638:1                          | Gravfält                    |              | Tanum, Bohuslän     |       | 58.708305, 11.357937 | 10160606380001 | Ladda upp en bild av detta fornminne      |
| Tanum 639:1                          | Gravfält                    |              | Tanum, Bohuslän     |       | 58.757391, 11.278699 | 10160606390001 | Ladda upp en bild av detta fornminne      |
| Tanum 640:1                          | Röse                        |              | Tanum, Bohuslän     |       | 58.758575, 11.280942 | 10160606400001 | Ladda upp en bild av detta fornminne      |
| Tanum 642:1                          | Hög                         |              | Tanum, Bohuslän     |       | 58.704949, 11.366755 | 10160606420001 | Ladda upp en bild av detta fornminne      |
| Tanum 642:2                          | Hög                         |              | Tanum, Bohuslän     |       | 58.705071, 11.366620 | 10160606420002 | Ladda upp en bild av detta fornminne      |
| Tanum 642:3                          | Hög                         |              | Tanum, Bohuslän     |       | 58.704897, 11.366822 | 10160606420003 | Ladda upp en bild av detta fornminne      |
| Tanum 643:1                          | Stensättning                |              | Tanum, Bohuslän     |       | 58.760255, 11.274905 | 10160606430001 | Ladda upp en bild av detta fornminne      |
| Tanum 644:1                          | Gravfält                    |              | Tanum, Bohuslän     |       | 58.744127, 11.277985 | 10160606440001 | Ladda upp en bild av detta fornminne      |
| Tanum 645:1                          | Röse                        |              | Tanum, Bohuslän     |       | 58.744471, 11.281088 | 10160606450001 | Ladda upp en bild av detta fornminne      |
| Tanum 645:2                          | Stensättning                |              | Tanum, Bohuslän     |       | 58.744510, 11.280269 | 10160606450002 | Ladda upp en bild av detta fornminne      |
| Tanum 646:1                          | Röse                        |              | Tanum, Bohuslän     |       | 58.753503, 11.285865 | 10160606460001 | Ladda upp en bild av detta fornminne      |
| Tanum 648:1                          | Hög                         |              | Tanum, Bohuslän     |       | 58.749185, 11.288769 | 10160606480001 | Ladda upp en bild av detta fornminne      |
| Tanum 650:1                          | Stensättning                |              | Tanum, Bohuslän     |       | 58.750002, 11.286949 | 10160606500001 | Ladda upp en bild av detta fornminne      |
| Tanum 651:1                          | Gravfält                    |              | Tanum, Bohuslän     |       | 58.740828, 11.325741 | 10160606510001 | Ladda upp en bild av detta fornminne      |
| Tanum 652:1                          | Gravfält                    |              | Tanum, Bohuslän     |       | 58.742050, 11.323646 | 10160606520001 | Ladda upp en bild av detta fornminne      |
| Tanum 653:1                          | Gravfält                    |              | Tanum, Bohuslän     |       | 58.743292, 11.324213 | 10160606530001 | Ladda upp en bild av detta fornminne      |
| Tanum 654:1                          | Stensättning                |              | Tanum, Bohuslän     |       | 58.744305, 11.323349 | 10160606540001 | Ladda upp en bild av detta fornminne      |
| Tanum 655:1                          | Stensättning                |              | Tanum, Bohuslän     |       | 58.745390, 11.325116 | 10160606550001 | Ladda upp en bild av detta fornminne      |
| Tanum 656:1                          | Grav markerad av sten/block |              | Tanum, Bohuslän     |       | 58.742257, 11.316138 | 10160606560001 | Ladda upp en bild av detta fornminne      |
| Tanum 657:1                          | Stensättning                |              | Tanum, Bohuslän     |       | 58.738913, 11.311223 | 10160606570001 | Ladda upp en bild av detta fornminne      |
| Tanum 658:1                          | Röse                        |              | Tanum, Bohuslän     |       | 58.717860, 11.286050 | 10160606580001 | Ladda upp en bild av detta fornminne      |
| Tanum 659:1                          | Grav markerad av sten/block |              | Tanum, Bohuslän     |       | 58.712397, 11.254003 | 10160606590001 | Ladda upp en bild av detta fornminne      |
| Tanum 660:1                          | Stensättning                |              | Tanum, Bohuslän     |       | 58.707110, 11.274489 | 10160606600001 | Ladda upp en bild av detta fornminne      |
| Tanum 663:1                          | Gravfält                    |              | Tanum, Bohuslän     |       | 58.714899, 11.331162 | 10160606630001 | Ladda upp en bild av detta fornminne      |
| Tanum 665:1                          | Gravfält                    |              | Tanum, Bohuslän     |       | 58.731628, 11.328271 | 10160606650001 | Ladda upp en bild av detta fornminne      |
| Tanum 666:1                          | Hög                         |              | Tanum, Bohuslän     |       | 58.704135, 11.345882 | 10160606660001 | Ladda upp en bild av detta fornminne      |
| Tanum 667:1                          | Grav markerad av sten/block |              | Tanum, Bohuslän     |       | 58.718739, 11.365283 | 10160606670001 | Ladda upp en bild av detta fornminne      |
| Tanum 667:2                          | Grav markerad av sten/block |              | Tanum, Bohuslän     |       | 58.718672, 11.365136 | 10160606670002 | Ladda upp en bild av detta fornminne      |
| Tanum 667:3                          | Stensättning                |              | Tanum, Bohuslän     |       | 58.718514, 11.364705 | 10160606670003 | Ladda upp en bild av detta fornminne      |
| Tanum 668:1                          | Gravfält                    |              | Tanum, Bohuslän     |       | 58.713654, 11.318397 | 10160606680001 | Ladda upp en bild av detta fornminne      |
| Tanum 671:1                          | Hög                         |              | Tanum, Bohuslän     |       | 58.722456, 11.324186 | 10160606710001 | Ladda upp en bild av detta fornminne      |
| Tanum 671:2                          | Hög                         |              | Tanum, Bohuslän     |       | 58.722371, 11.324335 | 10160606710002 | Ladda upp en bild av detta fornminne      |
| Tanum 672:1                          | Stensättning                |              | Tanum, Bohuslän     |       | 58.722865, 11.323205 | 10160606720001 | Ladda upp en bild av detta fornminne      |
| Tanum 672:2                          | Stensättning                |              | Tanum, Bohuslän     |       | 58.722496, 11.323456 | 10160606720002 | Ladda upp en bild av detta fornminne      |
| Tanum 673:1                          | Stensättning                |              | Tanum, Bohuslän     |       | 58.714975, 11.326244 | 10160606730001 | Ladda upp en bild av detta fornminne      |
| Tanum 676:1                          | Stensättning                |              | Tanum, Bohuslän     |       | 58.736047, 11.335617 | 10160606760001 | Ladda upp en bild av detta fornminne      |
| Tanum 676:2                          | Stensättning                |              | Tanum, Bohuslän     |       | 58.735743, 11.335394 | 10160606760002 | Ladda upp en bild av detta fornminne      |
| Tanum 677:1                          | Stensättning                |              | Tanum, Bohuslän     |       | 58.711603, 11.255203 | 10160606770001 | Ladda upp en bild av detta fornminne      |
| Tanum 678:1                          | Röse                        |              | Tanum, Bohuslän     |       | 58.710985, 11.256973 | 10160606780001 | Ladda upp en bild av detta fornminne      |
| Tanum 679:1                          | Gravfält                    |              | Tanum, Bohuslän     |       | 58.719934, 11.332638 | 10160606790001 | Ladda upp en bild av detta fornminne      |
| Tanum 680:1                          | Stensättning                |              | Tanum, Bohuslän     |       | 58.705869, 11.344728 | 10160606800001 | Ladda upp en bild av detta fornminne      |
| Tanum 681:1                          | Stensättning                |              | Tanum, Bohuslän     |       | 58.706114, 11.347653 | 10160606810001 | Ladda upp en bild av detta fornminne      |
| Tanum 683:1                          | Stensättning                |              | Tanum, Bohuslän     |       | 58.720477, 11.342150 | 10160606830001 | Ladda upp en bild av detta fornminne      |
| Tanum 684:1                          | Stenkrets                   |              | Tanum, Bohuslän     |       | 58.718342, 11.364086 | 10160606840001 | Ladda upp en bild av detta fornminne      |
| Tanum 684:2                          | Stensättning                |              | Tanum, Bohuslän     |       | 58.718228, 11.363874 | 10160606840002 | Ladda upp en bild av detta fornminne      |
| Tanum 684:3                          | Stensättning                |              | Tanum, Bohuslän     |       | 58.718210, 11.364170 | 10160606840003 | Ladda upp en bild av detta fornminne      |
| Tanum 684:4                          | Stensättning                |              | Tanum, Bohuslän     |       | 58.717940, 11.364150 | 10160606840004 | Ladda upp en bild av detta fornminne      |
| Tanum 685:1                          | Grav markerad av sten/block |              | Tanum, Bohuslän     |       | 58.717809, 11.366273 | 10160606850001 | Ladda upp en bild av detta fornminne      |
| Tanum 687:1                          | Gravfält                    |              | Tanum, Bohuslän     |       | 58.737199, 11.317744 | 10160606870001 | Ladda upp en bild av detta fornminne      |
| Tanum 688:1                          | Stensättning                |              | Tanum, Bohuslän     |       | 58.737995, 11.318441 | 10160606880001 | Ladda upp en bild av detta fornminne      |
| Tanum 689:1                          | Gravfält                    |              | Tanum, Bohuslän     |       | 58.714055, 11.386991 | 10160606890001 | Ladda upp en bild av detta fornminne      |
| Tanum 690:1                          | Gravfält                    |              | Tanum, Bohuslän     |       | 58.713228, 11.389858 | 10160606900001 | Ladda upp en bild av detta fornminne      |
| Tanum 691:1                          | Röse                        |              | Tanum, Bohuslän     |       | 58.743649, 11.361029 | 10160606910001 | Ladda upp en bild av detta fornminne      |
| Tanum 692:1                          | Stensättning                |              | Tanum, Bohuslän     |       | 58.744317, 11.302933 | 10160606920001 | Ladda upp en bild av detta fornminne      |
| Tanum 693:1                          | Stensättning                |              | Tanum, Bohuslän     |       | 58.752881, 11.284730 | 10160606930001 | Ladda upp en bild av detta fornminne      |
| Tanum 697:1                          | Röse                        |              | Tanum, Bohuslän     |       | 58.753848, 11.273159 | 10160606970001 | Ladda upp en bild av detta fornminne      |
| Tanum 697:2                          | Röse                        |              | Tanum, Bohuslän     |       | 58.753743, 11.273002 | 10160606970002 | Ladda upp en bild av detta fornminne      |
| Tanum 698:1                          | Röse                        |              | Tanum, Bohuslän     |       | 58.752370, 11.273314 | 10160606980001 | Ladda upp en bild av detta fornminne      |
| Tanum 699:1                          | Röse                        |              | Tanum, Bohuslän     |       | 58.751308, 11.270014 | 10160606990001 | Ladda upp en bild av detta fornminne      |
| Tanum 700:1                          | Stensättning                |              | Tanum, Bohuslän     |       | 58.729359, 11.284742 | 10160607000001 | Ladda upp en bild av detta fornminne      |
| Tanum 700:2                          | Röse                        |              | Tanum, Bohuslän     |       | 58.729660, 11.284420 | 10160607000002 | Ladda upp en bild av detta fornminne      |
| Tanum 701:1                          | Röse                        |              | Tanum, Bohuslän     |       | 58.732037, 11.286655 | 10160607010001 | Ladda upp en bild av detta fornminne      |
| Tanum 702:1                          | Röse                        |              | Tanum, Bohuslän     |       | 58.731822, 11.288210 | 10160607020001 | Ladda upp en bild av detta fornminne      |
| Tanum 703:1                          | Röse                        |              | Tanum, Bohuslän     |       | 58.732736, 11.288781 | 10160607030001 | Ladda upp en bild av detta fornminne      |
| Tanum 704:1                          | Röse                        |              | Tanum, Bohuslän     |       | 58.734122, 11.295855 | 10160607040001 | Ladda upp en bild av detta fornminne      |
| Tanum 705:1                          | Röse                        |              | Tanum, Bohuslän     |       | 58.737761, 11.279820 | 10160607050001 | Ladda upp en bild av detta fornminne      |
| Tanum 706:1                          | Röse                        |              | Tanum, Bohuslän     |       | 58.740015, 11.285224 | 10160607060001 | Ladda upp en bild av detta fornminne      |
| Tanum 707:1                          | Röse                        |              | Tanum, Bohuslän     |       | 58.741105, 11.286806 | 10160607070001 | Ladda upp en bild av detta fornminne      |
| Tanum 708:1                          | Röse                        |              | Tanum, Bohuslän     |       | 58.739838, 11.288382 | 10160607080001 | Ladda upp en bild av detta fornminne      |
| Tanum 710:1                          | Röse                        |              | Tanum, Bohuslän     |       | 58.738145, 11.297427 | 10160607100001 | Ladda upp en bild av detta fornminne      |
| Tanum 710:2                          | Röse                        |              | Tanum, Bohuslän     |       | 58.738201, 11.297696 | 10160607100002 | Ladda upp en bild av detta fornminne      |
| Tanum 711:1                          | Röse                        |              | Tanum, Bohuslän     |       | 58.738881, 11.292299 | 10160607110001 | Ladda upp en bild av detta fornminne      |
| Tanum 712:1                          | Stensättning                |              | Tanum, Bohuslän     |       | 58.706055, 11.304114 | 10160607120001 | Ladda upp en bild av detta fornminne      |
| Valbrets grav (Tanum 713:1)          | Gravfält                    |              | Tanum, Bohuslän     |       | 58.705709, 11.307449 | 10160607130001 | Ladda upp en till bild av detta fornminne |
| Tanum 716:1                          | Hög                         |              | Tanum, Bohuslän     |       | 58.715013, 11.243942 | 10160607160001 | Ladda upp en bild av detta fornminne      |
| Tanum 718:1                          | Grav markerad av sten/block |              | Tanum, Bohuslän     |       | 58.696855, 11.247085 | 10160607180001 | Ladda upp en bild av detta fornminne      |
| Tanum 719:1                          | Gravfält                    |              | Tanum, Bohuslän     |       | 58.697708, 11.246116 | 10160607190001 | Ladda upp en bild av detta fornminne      |
| Tanum 720:1                          | Röse                        |              | Tanum, Bohuslän     |       | 58.688215, 11.249836 | 10160607200001 | Ladda upp en bild av detta fornminne      |
| Tanum 721:1                          | Stensättning                |              | Tanum, Bohuslän     |       | 58.682243, 11.248512 | 10160607210001 | Ladda upp en bild av detta fornminne      |
| Tanum 723:1                          | Röse                        |              | Tanum, Bohuslän     |       | 58.683788, 11.261395 | 10160607230001 | Ladda upp en bild av detta fornminne      |
| Tanum 723:2                          | Röse                        |              | Tanum, Bohuslän     |       | 58.683925, 11.261451 | 10160607230002 | Ladda upp en bild av detta fornminne      |
| Tanum 723:3                          | Röse                        |              | Tanum, Bohuslän     |       | 58.684100, 11.261296 | 10160607230003 | Ladda upp en bild av detta fornminne      |
| Tanum 723:4                          | Stensättning                |              | Tanum, Bohuslän     |       | 58.684427, 11.262126 | 10160607230004 | Ladda upp en bild av detta fornminne      |
| Tanum 727:1                          | Röse                        |              | Tanum, Bohuslän     |       | 58.698611, 11.267957 | 10160607270001 | Ladda upp en bild av detta fornminne      |
| Tanum 727:2                          | Stensättning                |              | Tanum, Bohuslän     |       | 58.698875, 11.267379 | 10160607270002 | Ladda upp en bild av detta fornminne      |
| Tanum 727:3                          | Stensättning                |              | Tanum, Bohuslän     |       | 58.698799, 11.266576 | 10160607270003 | Ladda upp en bild av detta fornminne      |
| Tanum 729:1                          | Grav markerad av sten/block |              | Tanum, Bohuslän     |       | 58.691878, 11.258891 | 10160607290001 | Ladda upp en bild av detta fornminne      |
| Tanum 730:1                          | Stensättning                |              | Tanum, Bohuslän     |       | 58.685805, 11.258196 | 10160607300001 | Ladda upp en bild av detta fornminne      |
| Tanum 731:1                          | Stensättning                |              | Tanum, Bohuslän     |       | 58.693961, 11.262946 | 10160607310001 | Ladda upp en bild av detta fornminne      |
| Tanum 732:1                          | Stensättning                |              | Tanum, Bohuslän     |       | 58.761083, 11.279766 | 10160607320001 | Ladda upp en bild av detta fornminne      |
| Greby gravfält (Tanum 734:1)         | Gravfält                    |              | Tanum, Bohuslän     |       | 58.700426, 11.260401 | 10160607340001 | Ladda upp en till bild av detta fornminne |
| Tanum 735:1                          | Gravfält                    |              | Tanum, Bohuslän     |       | 58.700934, 11.277051 | 10160607350001 | Ladda upp en bild av detta fornminne      |
| Tanum 737:1                          | Stensättning                |              | Tanum, Bohuslän     |       | 58.697430, 11.246442 | 10160607370001 | Ladda upp en bild av detta fornminne      |
| Tanum 737:2                          | Stensättning                |              | Tanum, Bohuslän     |       | 58.697505, 11.246538 | 10160607370002 | Ladda upp en bild av detta fornminne      |
| Tanum 737:3                          | Stensättning                |              | Tanum, Bohuslän     |       | 58.697571, 11.246652 | 10160607370003 | Ladda upp en bild av detta fornminne      |
| Tanum 739:1                          | Röse                        |              | Tanum, Bohuslän     |       | 58.688399, 11.279187 | 10160607390001 | Ladda upp en bild av detta fornminne      |
| Tanum 739:2                          | Röse                        |              | Tanum, Bohuslän     |       | 58.688328, 11.278883 | 10160607390002 | Ladda upp en bild av detta fornminne      |
| Tanum 739:3                          | Röse                        |              | Tanum, Bohuslän     |       | 58.688251, 11.278701 | 10160607390003 | Ladda upp en bild av detta fornminne      |
| Tanum 742:1                          | Stenkrets                   |              | Tanum, Bohuslän     |       | 58.671477, 11.283067 | 10160607420001 | Ladda upp en bild av detta fornminne      |
| Tanum 743:1                          | Stensättning                |              | Tanum, Bohuslän     |       | 58.677337, 11.301391 | 10160607430001 | Ladda upp en bild av detta fornminne      |
| Tanum 743:2                          | Grav markerad av sten/block |              | Tanum, Bohuslän     |       | 58.677273, 11.301574 | 10160607430002 | Ladda upp en bild av detta fornminne      |
| Tanum 744:1                          | Stensättning                |              | Tanum, Bohuslän     |       | 58.676140, 11.281334 | 10160607440001 | Ladda upp en bild av detta fornminne      |
| Tanum 745:1                          | Grav markerad av sten/block |              | Tanum, Bohuslän     |       | 58.735708, 11.290598 | 10160607450001 | Ladda upp en bild av detta fornminne      |
| Tanum 747:1                          | Grav markerad av sten/block |              | Tanum, Bohuslän     |       | 58.763899, 11.257297 | 10160607470001 | Ladda upp en bild av detta fornminne      |
| Tanum 747:2                          | Hög                         |              | Tanum, Bohuslän     |       | 58.763770, 11.257022 | 10160607470002 | Ladda upp en bild av detta fornminne      |
| Tanum 747:3                          | Hög                         |              | Tanum, Bohuslän     |       | 58.763827, 11.256650 | 10160607470003 | Ladda upp en bild av detta fornminne      |
| Tanum 748:1                          | Röse                        |              | Tanum, Bohuslän     |       | 58.765135, 11.258269 | 10160607480001 | Ladda upp en bild av detta fornminne      |
| Tanum 749:1                          | Röse                        |              | Tanum, Bohuslän     |       | 58.765712, 11.257419 | 10160607490001 | Ladda upp en bild av detta fornminne      |
| Tanum 750:1                          | Grav markerad av sten/block |              | Tanum, Bohuslän     |       | 58.763881, 11.255326 | 10160607500001 | Ladda upp en bild av detta fornminne      |
| Tanum 753:1                          | Röse                        |              | Tanum, Bohuslän     |       | 58.770661, 11.263388 | 10160607530001 | Ladda upp en bild av detta fornminne      |
| Tanum 755:1                          | Gravfält                    |              | Tanum, Bohuslän     |       | 58.771531, 11.238631 | 10160607550001 | Ladda upp en bild av detta fornminne      |
| Tanum 756:1                          | Grav markerad av sten/block |              | Tanum, Bohuslän     |       | 58.773316, 11.239473 | 10160607560001 | Ladda upp en bild av detta fornminne      |
| Tanum 756:2                          | Grav markerad av sten/block |              | Tanum, Bohuslän     |       | 58.773241, 11.239671 | 10160607560002 | Ladda upp en bild av detta fornminne      |
| Tanum 758:2                          | Stensättning                |              | Tanum, Bohuslän     |       | 58.651920, 11.297385 | 10160607580002 | Ladda upp en bild av detta fornminne      |
| Tanum 758:3                          | Stensättning                |              | Tanum, Bohuslän     |       | 58.651798, 11.297248 | 10160607580003 | Ladda upp en bild av detta fornminne      |
| Tanum 758:4                          | Hög                         |              | Tanum, Bohuslän     |       | 58.651909, 11.297767 | 10160607580004 | Ladda upp en bild av detta fornminne      |
| Tanum 759:1                          | Röse                        |              | Tanum, Bohuslän     |       | 58.676758, 11.322825 | 10160607590001 | Ladda upp en bild av detta fornminne      |
| Tanum 760:1                          | Hög                         |              | Tanum, Bohuslän     |       | 58.680209, 11.330096 | 10160607600001 | Ladda upp en bild av detta fornminne      |
| Tanum 760:2                          | Hög                         |              | Tanum, Bohuslän     |       | 58.680133, 11.330519 | 10160607600002 | Ladda upp en bild av detta fornminne      |
| Tanum 760:3                          | Stensättning                |              | Tanum, Bohuslän     |       | 58.680065, 11.330096 | 10160607600003 | Ladda upp en bild av detta fornminne      |
| Tanum 761:1                          | Röse                        |              | Tanum, Bohuslän     |       | 58.683953, 11.337833 | 10160607610001 | Ladda upp en bild av detta fornminne      |
| Tanum 762:1                          | Stensättning                |              | Tanum, Bohuslän     |       | 58.683006, 11.338138 | 10160607620001 | Ladda upp en bild av detta fornminne      |
| Tanum 762:2                          | Stensättning                |              | Tanum, Bohuslän     |       | 58.682839, 11.338388 | 10160607620002 | Ladda upp en bild av detta fornminne      |
| Tanum 762:3                          | Stensättning                |              | Tanum, Bohuslän     |       | 58.682774, 11.338606 | 10160607620003 | Ladda upp en bild av detta fornminne      |
| Tanum 762:4                          | Stensättning                |              | Tanum, Bohuslän     |       | 58.682629, 11.338412 | 10160607620004 | Ladda upp en bild av detta fornminne      |
| Tanum 763:1                          | Hög                         |              | Tanum, Bohuslän     |       | 58.683215, 11.327999 | 10160607630001 | Ladda upp en bild av detta fornminne      |
| Tanum 763:2                          | Stensättning                |              | Tanum, Bohuslän     |       | 58.683324, 11.327745 | 10160607630002 | Ladda upp en bild av detta fornminne      |
| Tanum 763:3                          | Hög                         |              | Tanum, Bohuslän     |       | 58.683386, 11.327996 | 10160607630003 | Ladda upp en bild av detta fornminne      |
| Smörsten (Tanum 764:1)               | Gravfält                    |              | Tanum, Bohuslän     |       | 58.678979, 11.329881 | 10160607640001 | Ladda upp en bild av detta fornminne      |
| Tanum 765:1                          | Grav- och boplatsområde     |              | Tanum, Bohuslän     |       | 58.694155, 11.263923 | 10160607650001 | Ladda upp en bild av detta fornminne      |
| Tanum 766:1                          | Röse                        |              | Tanum, Bohuslän     |       | 58.744935, 11.262934 | 10160607660001 | Ladda upp en bild av detta fornminne      |
| Tanum 767:1                          | Röse                        |              | Tanum, Bohuslän     |       | 58.744763, 11.261143 | 10160607670001 | Ladda upp en bild av detta fornminne      |
| Tanum 768:1                          | Röse                        |              | Tanum, Bohuslän     |       | 58.743860, 11.268115 | 10160607680001 | Ladda upp en bild av detta fornminne      |
| Tanum 769:1                          | Grav markerad av sten/block |              | Tanum, Bohuslän     |       | 58.767039, 11.271590 | 10160607690001 | Ladda upp en bild av detta fornminne      |
| Tanum 770:1                          | Röse                        |              | Tanum, Bohuslän     |       | 58.767273, 11.272905 | 10160607700001 | Ladda upp en bild av detta fornminne      |
| Tanum 771:1                          | Röse                        |              | Tanum, Bohuslän     |       | 58.692828, 11.314886 | 10160607710001 | Ladda upp en bild av detta fornminne      |
| Tanum 771:2                          | Röse                        |              | Tanum, Bohuslän     |       | 58.692870, 11.315123 | 10160607710002 | Ladda upp en bild av detta fornminne      |
| Tanum 772:1                          | Stensättning                |              | Tanum, Bohuslän     |       | 58.758463, 11.246992 | 10160607720001 | Ladda upp en bild av detta fornminne      |
| Tanum 801:1                          | Gravfält                    |              | Tanum, Bohuslän     |       | 58.730357, 11.394911 | 10160608010001 | Ladda upp en bild av detta fornminne      |
| Tanum 802:1                          | Stensättning                |              | Tanum, Bohuslän     |       | 58.732911, 11.395286 | 10160608020001 | Ladda upp en bild av detta fornminne      |
| Tanum 803:1                          | Gravfält                    |              | Tanum, Bohuslän     |       | 58.762183, 11.276247 | 10160608030001 | Ladda upp en bild av detta fornminne      |
| Tanum 804:1                          | Stenkrets                   |              | Tanum, Bohuslän     |       | 58.747539, 11.345401 | 10160608040001 | Ladda upp en bild av detta fornminne      |
| Tanum 804:2                          | Stenkrets                   |              | Tanum, Bohuslän     |       | 58.747633, 11.345528 | 10160608040002 | Ladda upp en bild av detta fornminne      |
| Tanum 805:1                          | Hög                         |              | Tanum, Bohuslän     |       | 58.752518, 11.350455 | 10160608050001 | Ladda upp en bild av detta fornminne      |
| Tanum 805:2                          | Stensättning                |              | Tanum, Bohuslän     |       | 58.752469, 11.349770 | 10160608050002 | Ladda upp en bild av detta fornminne      |
| Tanum 806:1                          | Röse                        |              | Tanum, Bohuslän     |       | 58.754840, 11.354007 | 10160608060001 | Ladda upp en bild av detta fornminne      |
| Tanum 807:1                          | Röse                        |              | Tanum, Bohuslän     |       | 58.730929, 11.406895 | 10160608070001 | Ladda upp en bild av detta fornminne      |
| Tanum 809:1                          | Stensättning                |              | Tanum, Bohuslän     |       | 58.669774, 11.404665 | 10160608090001 | Ladda upp en bild av detta fornminne      |
| Tanum 809:2                          | Grav markerad av sten/block |              | Tanum, Bohuslän     |       | 58.669741, 11.404756 | 10160608090002 | Ladda upp en bild av detta fornminne      |
| Tanum 809:3                          | Stensättning                |              | Tanum, Bohuslän     |       | 58.669634, 11.404770 | 10160608090003 | Ladda upp en bild av detta fornminne      |
| Tanum 810:1                          | Stensättning                |              | Tanum, Bohuslän     |       | 58.754807, 11.249125 | 10160608100001 | Ladda upp en bild av detta fornminne      |
| Tanum 811:1                          | Grav markerad av sten/block |              | Tanum, Bohuslän     |       | 58.763149, 11.228547 | 10160608110001 | Ladda upp en bild av detta fornminne      |
| Tanum 812:1                          | Gravfält                    |              | Tanum, Bohuslän     |       | 58.762775, 11.228780 | 10160608120001 | Ladda upp en bild av detta fornminne      |
| Tanum 813:1                          | Röse                        |              | Tanum, Bohuslän     |       | 58.763571, 11.226785 | 10160608130001 | Ladda upp en bild av detta fornminne      |
| Tanum 823:1                          | Stensättning                |              | Tanum, Bohuslän     |       | 58.705169, 11.346512 | 10160608230001 | Ladda upp en bild av detta fornminne      |
| Tanum 824:1                          | Gravfält                    |              | Tanum, Bohuslän     |       | 58.703587, 11.345733 | 10160608240001 | Ladda upp en bild av detta fornminne      |
| Tanum 876:1                          | Hällmålning                 |              | Tanum, Bohuslän     |       | 58.677093, 11.348194 | 10160608760001 | Ladda upp en bild av detta fornminne      |
| Tanum 882:1                          | Stensättning                |              | Tanum, Bohuslän     |       | 58.691174, 11.337211 | 10160608820001 | Ladda upp en bild av detta fornminne      |
| Tanum 882:2                          | Stensättning                |              | Tanum, Bohuslän     |       | 58.691099, 11.337156 | 10160608820002 | Ladda upp en bild av detta fornminne      |
| Tanum 903:1                          | Fornborg                    |              | Tanum, Bohuslän     |       | 58.659802, 11.311251 | 10160609030001 | Ladda upp en bild av detta fornminne      |
| Tanum 904:1                          | Röse                        |              | Tanum, Bohuslän     |       | 58.630471, 11.270404 | 10160609040001 | Ladda upp en bild av detta fornminne      |
| Tanum 905:1                          | Röse                        |              | Tanum, Bohuslän     |       | 58.623204, 11.279220 | 10160609050001 | Ladda upp en bild av detta fornminne      |
| Tanum 906:1                          | Röse                        |              | Tanum, Bohuslän     |       | 58.621878, 11.275821 | 10160609060001 | Ladda upp en bild av detta fornminne      |
| Tanum 907:1                          | Röse                        |              | Tanum, Bohuslän     |       | 58.614708, 11.264761 | 10160609070001 | Ladda upp en bild av detta fornminne      |
| Tanum 907:2                          | Stensättning                |              | Tanum, Bohuslän     |       | 58.614344, 11.264820 | 10160609070002 | Ladda upp en bild av detta fornminne      |
| Tanum 908:1                          | Röse                        |              | Tanum, Bohuslän     |       | 58.611760, 11.285086 | 10160609080001 | Ladda upp en bild av detta fornminne      |
| Tanum 908:2                          | Röse                        |              | Tanum, Bohuslän     |       | 58.611814, 11.285302 | 10160609080002 | Ladda upp en bild av detta fornminne      |
| Tanum 909:1                          | Röse                        |              | Tanum, Bohuslän     |       | 58.612302, 11.281615 | 10160609090001 | Ladda upp en bild av detta fornminne      |
| Tanum 910:1                          | Hög                         |              | Tanum, Bohuslän     |       | 58.644499, 11.315720 | 10160609100001 | Ladda upp en bild av detta fornminne      |
| Tanum 910:2                          | Hög                         |              | Tanum, Bohuslän     |       | 58.644629, 11.315822 | 10160609100002 | Ladda upp en bild av detta fornminne      |
| Tanum 911:1                          | Gravfält                    |              | Tanum, Bohuslän     |       | 58.632390, 11.314642 | 10160609110001 | Ladda upp en bild av detta fornminne      |
| Tanum 912:1                          | Stensättning                |              | Tanum, Bohuslän     |       | 58.641701, 11.324439 | 10160609120001 | Ladda upp en bild av detta fornminne      |
| Tanum 913:1                          | Röse                        |              | Tanum, Bohuslän     |       | 58.639410, 11.333571 | 10160609130001 | Ladda upp en bild av detta fornminne      |
| Tanum 914:1                          | Gravfält                    |              | Tanum, Bohuslän     |       | 58.732672, 11.236026 | 10160609140001 | Ladda upp en bild av detta fornminne      |
| Tanum 915:1                          | Stensättning                |              | Tanum, Bohuslän     |       | 58.730624, 11.226661 | 10160609150001 | Ladda upp en bild av detta fornminne      |
| Tanum 916:1                          | Gravfält                    |              | Tanum, Bohuslän     |       | 58.731184, 11.226434 | 10160609160001 | Ladda upp en bild av detta fornminne      |
| Drottningberget (Tanum 918:1)        | Fornborg                    |              | Tanum, Bohuslän     |       | 58.739593, 11.213309 | 10160609180001 | Ladda upp en bild av detta fornminne      |
| Tanum 919:1                          | Gravfält                    |              | Tanum, Bohuslän     |       | 58.724713, 11.222121 | 10160609190001 | Ladda upp en bild av detta fornminne      |
| Tanum 920:1                          | Gravfält                    |              | Tanum, Bohuslän     |       | 58.727826, 11.215091 | 10160609200001 | Ladda upp en bild av detta fornminne      |
| Tanum 922:1                          | Hög                         |              | Tanum, Bohuslän     |       | 58.725575, 11.199754 | 10160609220001 | Ladda upp en bild av detta fornminne      |
| Tanum 922:2                          | Grav markerad av sten/block |              | Tanum, Bohuslän     |       | 58.725458, 11.199494 | 10160609220002 | Ladda upp en bild av detta fornminne      |
| Tanum 923:1                          | Röse                        |              | Tanum, Bohuslän     |       | 58.724320, 11.171245 | 10160609230001 | Ladda upp en bild av detta fornminne      |
| Tanum 923:2                          | Röse                        |              | Tanum, Bohuslän     |       | 58.724521, 11.171339 | 10160609230002 | Ladda upp en bild av detta fornminne      |
| Tanum 923:3                          | Röse                        |              | Tanum, Bohuslän     |       | 58.724427, 11.171230 | 10160609230003 | Ladda upp en bild av detta fornminne      |
| Tanum 925:1                          | Stensättning                |              | Tanum, Bohuslän     |       | 58.735185, 11.187323 | 10160609250001 | Ladda upp en bild av detta fornminne      |
| Tanum 925:2                          | Stensättning                |              | Tanum, Bohuslän     |       | 58.735091, 11.187474 | 10160609250002 | Ladda upp en bild av detta fornminne      |
| Tanum 927:1                          | Stensättning                |              | Tanum, Bohuslän     |       | 58.712171, 11.241428 | 10160609270001 | Ladda upp en bild av detta fornminne      |
| Tanum 928:1                          | Fornborg                    |              | Tanum, Bohuslän     |       | 58.716949, 11.243825 | 10160609280001 | Ladda upp en bild av detta fornminne      |
| Tanum 929:1                          | Hög                         |              | Tanum, Bohuslän     |       | 58.704128, 11.265441 | 10160609290001 | Ladda upp en bild av detta fornminne      |
| Tanum 933:1                          | Hög                         |              | Tanum, Bohuslän     |       | 58.636295, 11.335840 | 10160609330001 | Ladda upp en bild av detta fornminne      |
| Tanum 933:2                          | Stensättning                |              | Tanum, Bohuslän     |       | 58.636210, 11.335990 | 10160609330002 | Ladda upp en bild av detta fornminne      |
| Tanum 934:1                          | Röse                        |              | Tanum, Bohuslän     |       | 58.645670, 11.347513 | 10160609340001 | Ladda upp en bild av detta fornminne      |
| Tanum 934:2                          | Röse                        |              | Tanum, Bohuslän     |       | 58.645556, 11.347356 | 10160609340002 | Ladda upp en bild av detta fornminne      |
| Tanum 935:1                          | Stensättning                |              | Tanum, Bohuslän     |       | 58.644348, 11.351161 | 10160609350001 | Ladda upp en bild av detta fornminne      |
| Tanum 936:1                          | Röse                        |              | Tanum, Bohuslän     |       | 58.635672, 11.350006 | 10160609360001 | Ladda upp en bild av detta fornminne      |
| Tanum 937:1                          | Röse                        |              | Tanum, Bohuslän     |       | 58.628879, 11.339612 | 10160609370001 | Ladda upp en bild av detta fornminne      |
| Tanum 938:1                          | Stensättning                |              | Tanum, Bohuslän     |       | 58.633694, 11.351797 | 10160609380001 | Ladda upp en bild av detta fornminne      |
| Tanum 939:1                          | Stenkrets                   |              | Tanum, Bohuslän     |       | 58.650533, 11.366810 | 10160609390001 | Ladda upp en till bild av detta fornminne |
| Tanum 939:2                          | Hög                         |              | Tanum, Bohuslän     |       | 58.650301, 11.366859 | 10160609390002 | Ladda upp en bild av detta fornminne      |
| Tanum 939:3                          | Stensättning                |              | Tanum, Bohuslän     |       | 58.650334, 11.366526 | 10160609390003 | Ladda upp en bild av detta fornminne      |
| Tanum 940:1                          | Gravfält                    |              | Tanum, Bohuslän     |       | 58.650150, 11.358423 | 10160609400001 | Ladda upp en bild av detta fornminne      |
| Tanum 941:1                          | Hög                         |              | Tanum, Bohuslän     |       | 58.649536, 11.359401 | 10160609410001 | Ladda upp en bild av detta fornminne      |
| Tanum 941:2                          | Hög                         |              | Tanum, Bohuslän     |       | 58.649563, 11.359156 | 10160609410002 | Ladda upp en bild av detta fornminne      |
| Tanum 942:1                          | Hög                         |              | Tanum, Bohuslän     |       | 58.648277, 11.359122 | 10160609420001 | Ladda upp en bild av detta fornminne      |
| Tanum 945:1                          | Hög                         |              | Tanum, Bohuslän     |       | 58.660068, 11.365161 | 10160609450001 | Ladda upp en bild av detta fornminne      |
| Tanum 947:1                          | Röse                        |              | Tanum, Bohuslän     |       | 58.658059, 11.349719 | 10160609470001 | Ladda upp en bild av detta fornminne      |
| Tanum 948:1                          | Stensättning                |              | Tanum, Bohuslän     |       | 58.663803, 11.355486 | 10160609480001 | Ladda upp en bild av detta fornminne      |
| Tanum 948:2                          | Stensättning                |              | Tanum, Bohuslän     |       | 58.663793, 11.355712 | 10160609480002 | Ladda upp en bild av detta fornminne      |
| Tanum 948:3                          | Stensättning                |              | Tanum, Bohuslän     |       | 58.663661, 11.355540 | 10160609480003 | Ladda upp en bild av detta fornminne      |
| Tanum 949:1                          | Hög                         |              | Tanum, Bohuslän     |       | 58.670661, 11.349169 | 10160609490001 | Ladda upp en bild av detta fornminne      |
| Tanum 950:1                          | Gravfält                    |              | Tanum, Bohuslän     |       | 58.671128, 11.348497 | 10160609500001 | Ladda upp en bild av detta fornminne      |
| Tanum 951:1                          | Röse                        |              | Tanum, Bohuslän     |       | 58.664558, 11.325040 | 10160609510001 | Ladda upp en bild av detta fornminne      |
| Tanum 954:1                          | Hög                         |              | Tanum, Bohuslän     |       | 58.667325, 11.303003 | 10160609540001 | Ladda upp en bild av detta fornminne      |
| Tanum 956:1                          | Hög                         |              | Tanum, Bohuslän     |       | 58.736053, 11.219629 | 10160609560001 | Ladda upp en bild av detta fornminne      |
| Tanum 957:1                          | Hög                         |              | Tanum, Bohuslän     |       | 58.675241, 11.324569 | 10160609570001 | Ladda upp en bild av detta fornminne      |
| Tanum 959:1                          | Hög                         |              | Tanum, Bohuslän     |       | 58.672267, 11.317126 | 10160609590001 | Ladda upp en bild av detta fornminne      |
| Tanum 959:2                          | Stensättning                |              | Tanum, Bohuslän     |       | 58.672358, 11.316923 | 10160609590002 | Ladda upp en bild av detta fornminne      |
| Tanum 961:1                          | Stensättning                |              | Tanum, Bohuslän     |       | 58.677763, 11.301017 | 10160609610001 | Ladda upp en bild av detta fornminne      |
| Tanum 962:1                          | Röse                        |              | Tanum, Bohuslän     |       | 58.678833, 11.349806 | 10160609620001 | Ladda upp en bild av detta fornminne      |
| Tanum 962:2                          | Stensättning                |              | Tanum, Bohuslän     |       | 58.678915, 11.350088 | 10160609620002 | Ladda upp en bild av detta fornminne      |
| Tanum 962:3                          | Stensättning                |              | Tanum, Bohuslän     |       | 58.678579, 11.349736 | 10160609620003 | Ladda upp en bild av detta fornminne      |
| Tanum 963:1                          | Hög                         |              | Tanum, Bohuslän     |       | 58.680230, 11.353884 | 10160609630001 | Ladda upp en bild av detta fornminne      |
| Tanum 964:1                          | Hög                         |              | Tanum, Bohuslän     |       | 58.674545, 11.356140 | 10160609640001 | Ladda upp en bild av detta fornminne      |
| Tanum 965:1                          | Hög                         |              | Tanum, Bohuslän     |       | 58.675157, 11.355193 | 10160609650001 | Ladda upp en bild av detta fornminne      |
| Tanum 965:2                          | Hög                         |              | Tanum, Bohuslän     |       | 58.675017, 11.355540 | 10160609650002 | Ladda upp en bild av detta fornminne      |
| Tanum 966:1                          | Hög                         |              | Tanum, Bohuslän     |       | 58.675885, 11.354455 | 10160609660001 | Ladda upp en bild av detta fornminne      |
| Tanum 966:2                          | Hög                         |              | Tanum, Bohuslän     |       | 58.676048, 11.354502 | 10160609660002 | Ladda upp en bild av detta fornminne      |
| Tanum 967:1                          | Hög                         |              | Tanum, Bohuslän     |       | 58.676982, 11.354721 | 10160609670001 | Ladda upp en bild av detta fornminne      |
| Tanum 967:2                          | Stensättning                |              | Tanum, Bohuslän     |       | 58.676912, 11.354523 | 10160609670002 | Ladda upp en bild av detta fornminne      |
| Tanum 969:1                          | Stensättning                |              | Tanum, Bohuslän     |       | 58.668067, 11.359572 | 10160609690001 | Ladda upp en bild av detta fornminne      |
| Tanum 969:2                          | Stensättning                |              | Tanum, Bohuslän     |       | 58.668138, 11.359304 | 10160609690002 | Ladda upp en bild av detta fornminne      |
| Tanum 971:1                          | Hög                         |              | Tanum, Bohuslän     |       | 58.674454, 11.367467 | 10160609710001 | Ladda upp en bild av detta fornminne      |
| Tanum 971:2                          | Hög                         |              | Tanum, Bohuslän     |       | 58.674510, 11.367770 | 10160609710002 | Ladda upp en bild av detta fornminne      |
| Tanum 971:3                          | Hög                         |              | Tanum, Bohuslän     |       | 58.674486, 11.368102 | 10160609710003 | Ladda upp en bild av detta fornminne      |
| Tanum 972:1                          | Stensättning                |              | Tanum, Bohuslän     |       | 58.668835, 11.374772 | 10160609720001 | Ladda upp en bild av detta fornminne      |
| Tanum 974:1                          | Röse                        |              | Tanum, Bohuslän     |       | 58.672021, 11.392013 | 10160609740001 | Ladda upp en bild av detta fornminne      |
| Tanum 974:2                          | Stensättning                |              | Tanum, Bohuslän     |       | 58.672447, 11.392129 | 10160609740002 | Ladda upp en bild av detta fornminne      |
| Tanum 975:1                          | Stensättning                |              | Tanum, Bohuslän     |       | 58.672942, 11.391648 | 10160609750001 | Ladda upp en bild av detta fornminne      |
| Tanum 976:1                          | Stensättning                |              | Tanum, Bohuslän     |       | 58.677781, 11.374205 | 10160609760001 | Ladda upp en bild av detta fornminne      |
| Tanum 976:2                          | Stensättning                |              | Tanum, Bohuslän     |       | 58.677638, 11.373999 | 10160609760002 | Ladda upp en bild av detta fornminne      |
| Tanum 977:1                          | Röse                        |              | Tanum, Bohuslän     |       | 58.677874, 11.382485 | 10160609770001 | Ladda upp en bild av detta fornminne      |
| Tanum 977:2                          | Röse                        |              | Tanum, Bohuslän     |       | 58.677666, 11.382202 | 10160609770002 | Ladda upp en bild av detta fornminne      |
| Tanum 978:1                          | Röse                        |              | Tanum, Bohuslän     |       | 58.674656, 11.372778 | 10160609780001 | Ladda upp en bild av detta fornminne      |
| Tanum 980:1                          | Gravfält                    |              | Tanum, Bohuslän     |       | 58.674333, 11.383219 | 10160609800001 | Ladda upp en bild av detta fornminne      |
| Tanum 981:1                          | Stensättning                |              | Tanum, Bohuslän     |       | 58.674464, 11.382192 | 10160609810001 | Ladda upp en bild av detta fornminne      |
| Tanum 982:1                          | Gravfält                    |              | Tanum, Bohuslän     |       | 58.680095, 11.386596 | 10160609820001 | Ladda upp en bild av detta fornminne      |
| Tanum 983:1                          | Hög                         |              | Tanum, Bohuslän     |       | 58.678998, 11.388450 | 10160609830001 | Ladda upp en bild av detta fornminne      |
| Tanum 984:1                          | Fornborg                    |              | Tanum, Bohuslän     |       | 58.658355, 11.385670 | 10160609840001 | Ladda upp en bild av detta fornminne      |
| Tanum 985:1                          | Hög                         |              | Tanum, Bohuslän     |       | 58.659705, 11.389816 | 10160609850001 | Ladda upp en bild av detta fornminne      |
| Tanum 985:2                          | Grav markerad av sten/block |              | Tanum, Bohuslän     |       | 58.659746, 11.389206 | 10160609850002 | Ladda upp en bild av detta fornminne      |
| Tanum 986:1                          | Stenkrets                   |              | Tanum, Bohuslän     |       | 58.659195, 11.386656 | 10160609860001 | Ladda upp en bild av detta fornminne      |
| Tanum 986:2                          | Stenkrets                   |              | Tanum, Bohuslän     |       | 58.659310, 11.387348 | 10160609860002 | Ladda upp en bild av detta fornminne      |
| Tanum 987:1                          | Gravfält                    |              | Tanum, Bohuslän     |       | 58.659181, 11.391500 | 10160609870001 | Ladda upp en bild av detta fornminne      |
| Tanum 989:1                          | Stensättning                |              | Tanum, Bohuslän     |       | 58.660789, 11.395179 | 10160609890001 | Ladda upp en bild av detta fornminne      |
| Tanum 990:1                          | Röse                        |              | Tanum, Bohuslän     |       | 58.662116, 11.396849 | 10160609900001 | Ladda upp en bild av detta fornminne      |
| Tanum 991:1                          | Stenkrets                   |              | Tanum, Bohuslän     |       | 58.661895, 11.392734 | 10160609910001 | Ladda upp en bild av detta fornminne      |
| Tanum 991:2                          | Stenkrets                   |              | Tanum, Bohuslän     |       | 58.661975, 11.392948 | 10160609910002 | Ladda upp en bild av detta fornminne      |
| Tanum 993:1                          | Stensättning                |              | Tanum, Bohuslän     |       | 58.654952, 11.389798 | 10160609930001 | Ladda upp en bild av detta fornminne      |
| Tanum 994:1                          | Hög                         |              | Tanum, Bohuslän     |       | 58.672684, 11.448611 | 10160609940001 | Ladda upp en bild av detta fornminne      |
| Tanum 994:2                          | Hög                         |              | Tanum, Bohuslän     |       | 58.672676, 11.448922 | 10160609940002 | Ladda upp en bild av detta fornminne      |
| Tanum 995:1                          | Röse                        |              | Tanum, Bohuslän     |       | 58.661642, 11.368178 | 10160609950001 | Ladda upp en bild av detta fornminne      |
| Tanum 996:1                          | Stensättning                |              | Tanum, Bohuslän     |       | 58.661668, 11.373596 | 10160609960001 | Ladda upp en bild av detta fornminne      |
| Tanum 999:1                          | Stensättning                |              | Tanum, Bohuslän     |       | 58.683336, 11.418579 | 10160609990001 | Ladda upp en bild av detta fornminne      |
| Tanum 1000:1                         | Gravfält                    |              | Tanum, Bohuslän     |       | 58.689753, 11.449190 | 10160610000001 | Ladda upp en bild av detta fornminne      |
| Kusens grav (Tanum 1001:1)           | Stensättning                |              | Tanum, Bohuslän     |       | 58.685481, 11.233701 | 10160610010001 | Ladda upp en till bild av detta fornminne |
| Kusens grav (Tanum 1001:2)           | Stensättning                |              | Tanum, Bohuslän     |       | 58.685606, 11.234034 | 10160610010002 | Ladda upp en bild av detta fornminne      |
| Tanum 1002:1                         | Stensättning                |              | Tanum, Bohuslän     |       | 58.759447, 11.369052 | 10160610020001 | Ladda upp en bild av detta fornminne      |
| Tanum 1003:1                         | Röse                        |              | Tanum, Bohuslän     |       | 58.683113, 11.234649 | 10160610030001 | Ladda upp en bild av detta fornminne      |
| Tanum 1004:1                         | Röse                        |              | Tanum, Bohuslän     |       | 58.678398, 11.242065 | 10160610040001 | Ladda upp en bild av detta fornminne      |
| Tanum 1004:2                         | Stensättning                |              | Tanum, Bohuslän     |       | 58.677967, 11.241418 | 10160610040002 | Ladda upp en bild av detta fornminne      |
| Tanum 1004:3                         | Stensättning                |              | Tanum, Bohuslän     |       | 58.677901, 11.241614 | 10160610040003 | Ladda upp en bild av detta fornminne      |
| Tanum 1005:1                         | Röse                        |              | Tanum, Bohuslän     |       | 58.683916, 11.245881 | 10160610050001 | Ladda upp en bild av detta fornminne      |
| Tanum 1006:1                         | Stensättning                |              | Tanum, Bohuslän     |       | 58.686869, 11.225509 | 10160610060001 | Ladda upp en bild av detta fornminne      |
| Tanum 1006:2                         | Stensättning                |              | Tanum, Bohuslän     |       | 58.686995, 11.225529 | 10160610060002 | Ladda upp en bild av detta fornminne      |
| Tanum 1007:1                         | Stensättning                |              | Tanum, Bohuslän     |       | 58.759833, 11.335723 | 10160610070001 | Ladda upp en bild av detta fornminne      |
| Tanum 1008:1                         | Hög                         |              | Tanum, Bohuslän     |       | 58.757407, 11.342644 | 10160610080001 | Ladda upp en bild av detta fornminne      |
| Tanum 1009:1                         | Stensättning                |              | Tanum, Bohuslän     |       | 58.757206, 11.346351 | 10160610090001 | Ladda upp en bild av detta fornminne      |
| Tanum 1010:1                         | Gravfält                    |              | Tanum, Bohuslän     |       | 58.762217, 11.352066 | 10160610100001 | Ladda upp en bild av detta fornminne      |
| Tanum 1014:1                         | Röse                        |              | Tanum, Bohuslän     |       | 58.695069, 11.243433 | 10160610140001 | Ladda upp en bild av detta fornminne      |
| Tanum 1014:2                         | Röse                        |              | Tanum, Bohuslän     |       | 58.695269, 11.243516 | 10160610140002 | Ladda upp en bild av detta fornminne      |
| Tanum 1015:1                         | Röse                        |              | Tanum, Bohuslän     |       | 58.696995, 11.238878 | 10160610150001 | Ladda upp en bild av detta fornminne      |
| Tanum 1016:1                         | Stensättning                |              | Tanum, Bohuslän     |       | 58.773298, 11.353823 | 10160610160001 | Ladda upp en bild av detta fornminne      |
| Tanum 1017:1                         | Stensättning                |              | Tanum, Bohuslän     |       | 58.774374, 11.351609 | 10160610170001 | Ladda upp en bild av detta fornminne      |
| Tanum 1017:2                         | Stensättning                |              | Tanum, Bohuslän     |       | 58.774413, 11.352227 | 10160610170002 | Ladda upp en bild av detta fornminne      |
| Tanum 1018:1                         | Gravfält                    |              | Tanum, Bohuslän     |       | 58.774436, 11.354498 | 10160610180001 | Ladda upp en bild av detta fornminne      |
| Tanum 1019:1                         | Röse                        |              | Tanum, Bohuslän     |       | 58.772124, 11.352103 | 10160610190001 | Ladda upp en bild av detta fornminne      |
| Tanum 1020:1                         | Röse                        |              | Tanum, Bohuslän     |       | 58.762756, 11.293000 | 10160610200001 | Ladda upp en bild av detta fornminne      |
| Tanum 1022:1                         | Röse                        |              | Tanum, Bohuslän     |       | 58.781379, 11.186149 | 10160610220001 | Ladda upp en bild av detta fornminne      |
| Tanum 1023:1                         | Gravfält                    |              | Tanum, Bohuslän     |       | 58.781065, 11.191614 | 10160610230001 | Ladda upp en bild av detta fornminne      |
| Tanum 1024:1                         | Röse                        |              | Tanum, Bohuslän     |       | 58.782322, 11.192040 | 10160610240001 | Ladda upp en bild av detta fornminne      |
| Tanum 1025:1                         | Röse                        |              | Tanum, Bohuslän     |       | 58.785153, 11.195593 | 10160610250001 | Ladda upp en bild av detta fornminne      |
| Tanum 1026:1                         | Röse                        |              | Tanum, Bohuslän     |       | 58.786327, 11.204363 | 10160610260001 | Ladda upp en bild av detta fornminne      |
| Tanum 1026:2                         | Röse                        |              | Tanum, Bohuslän     |       | 58.786101, 11.204559 | 10160610260002 | Ladda upp en bild av detta fornminne      |
| Tanum 1026:3                         | Röse                        |              | Tanum, Bohuslän     |       | 58.785779, 11.204842 | 10160610260003 | Ladda upp en bild av detta fornminne      |
| Tanum 1027:1                         | Hög                         |              | Tanum, Bohuslän     |       | 58.755428, 11.345637 | 10160610270001 | Ladda upp en bild av detta fornminne      |
| Tanum 1028:1                         | Grav markerad av sten/block |              | Tanum, Bohuslän     |       | 58.774612, 11.202579 | 10160610280001 | Ladda upp en bild av detta fornminne      |
| Tanum 1029:1                         | Grav markerad av sten/block |              | Tanum, Bohuslän     |       | 58.800004, 11.220380 | 10160610290001 | Ladda upp en bild av detta fornminne      |
| Tanum 1030:1                         | Röse                        |              | Tanum, Bohuslän     |       | 58.801600, 11.216305 | 10160610300001 | Ladda upp en bild av detta fornminne      |
| Tanum 1031:1                         | Röse                        |              | Tanum, Bohuslän     |       | 58.804772, 11.214836 | 10160610310001 | Ladda upp en bild av detta fornminne      |
| Tanum 1032:1                         | Röse                        |              | Tanum, Bohuslän     |       | 58.801878, 11.224861 | 10160610320001 | Ladda upp en bild av detta fornminne      |
| Tanum 1041:1                         | Begravningsplats            |              | Tanum, Bohuslän     |       | 58.677591, 11.252280 | 10160610410001 | Ladda upp en bild av detta fornminne      |
| Tanum 1042:1                         | Röse                        |              | Tanum, Bohuslän     |       | 58.677136, 11.251706 | 10160610420001 | Ladda upp en bild av detta fornminne      |
| Tanum 1043:1                         | Röse                        |              | Tanum, Bohuslän     |       | 58.675873, 11.249750 | 10160610430001 | Ladda upp en bild av detta fornminne      |
| Tanum 1044:1                         | Stensättning                |              | Tanum, Bohuslän     |       | 58.677350, 11.252978 | 10160610440001 | Ladda upp en bild av detta fornminne      |
| Tanum 1045:1                         | Röse                        |              | Tanum, Bohuslän     |       | 58.671211, 11.257000 | 10160610450001 | Ladda upp en bild av detta fornminne      |
| Tanum 1046:1                         | Fiskeläge                   |              | Tanum, Bohuslän     |       | 58.609370, 11.255354 | 10160610460001 | Ladda upp en bild av detta fornminne      |
| Tanum 1047:1                         | Röse                        |              | Tanum, Bohuslän     |       | 58.609639, 11.255612 | 10160610470001 | Ladda upp en bild av detta fornminne      |
| Tanum 1048:1                         | Fiskeläge                   |              | Tanum, Bohuslän     |       | 58.607991, 11.253504 | 10160610480001 | Ladda upp en bild av detta fornminne      |
| Tanum 1053:1                         | Röse                        |              | Tanum, Bohuslän     |       | 58.612837, 11.269806 | 10160610530001 | Ladda upp en bild av detta fornminne      |
| Tanum 1054:1                         | Röse                        |              | Tanum, Bohuslän     |       | 58.612692, 11.273531 | 10160610540001 | Ladda upp en bild av detta fornminne      |
| Tanum 1054:2                         | Röse                        |              | Tanum, Bohuslän     |       | 58.612926, 11.273980 | 10160610540002 | Ladda upp en bild av detta fornminne      |
| Tanum 1055:1                         | Röse                        |              | Tanum, Bohuslän     |       | 58.608025, 11.274653 | 10160610550001 | Ladda upp en bild av detta fornminne      |
| Tanum 1058:1                         | Röse                        |              | Tanum, Bohuslän     |       | 58.661028, 11.251101 | 10160610580001 | Ladda upp en bild av detta fornminne      |
| Tanum 1060:1                         | Röse                        |              | Tanum, Bohuslän     |       | 58.668328, 11.249606 | 10160610600001 | Ladda upp en bild av detta fornminne      |
| Tanum 1061:1                         | Röse                        |              | Tanum, Bohuslän     |       | 58.669714, 11.242123 | 10160610610001 | Ladda upp en bild av detta fornminne      |
| Tanum 1061:2                         | Röse                        |              | Tanum, Bohuslän     |       | 58.669790, 11.242216 | 10160610610002 | Ladda upp en bild av detta fornminne      |
| Tanum 1062:1                         | Röse                        |              | Tanum, Bohuslän     |       | 58.661607, 11.226607 | 10160610620001 | Ladda upp en bild av detta fornminne      |
| Tanum 1063:1                         | Röse                        |              | Tanum, Bohuslän     |       | 58.659745, 11.229304 | 10160610630001 | Ladda upp en bild av detta fornminne      |
| Tanum 1064:1                         | Stensättning                |              | Tanum, Bohuslän     |       | 58.656063, 11.258202 | 10160610640001 | Ladda upp en bild av detta fornminne      |
| Tanum 1066:1                         | Röse                        |              | Tanum, Bohuslän     |       | 58.649408, 11.265365 | 10160610660001 | Ladda upp en bild av detta fornminne      |
| Tanum 1069:1                         | Fiskeläge                   |              | Tanum, Bohuslän     |       | 58.616543, 11.226051 | 10160610690001 | Ladda upp en bild av detta fornminne      |
| Tanum 1070:1                         | Fiskeläge                   |              | Tanum, Bohuslän     |       | 58.612957, 11.228274 | 10160610700001 | Ladda upp en bild av detta fornminne      |
| Tanum 1072:1                         | Fiskeläge                   |              | Tanum, Bohuslän     |       | 58.621150, 11.222810 | 10160610720001 | Ladda upp en bild av detta fornminne      |
| Tanum 1080:1                         | Röse                        |              | Tanum, Bohuslän     |       | 58.793672, 11.217690 | 10160610800001 | Ladda upp en bild av detta fornminne      |
| Tanum 1081:1                         | Röse                        |              | Tanum, Bohuslän     |       | 58.785315, 11.221847 | 10160610810001 | Ladda upp en bild av detta fornminne      |
| Tanum 1082:1                         | Röse                        |              | Tanum, Bohuslän     |       | 58.784425, 11.221568 | 10160610820001 | Ladda upp en bild av detta fornminne      |
| Tanum 1082:2                         | Stensättning                |              | Tanum, Bohuslän     |       | 58.784418, 11.221926 | 10160610820002 | Ladda upp en bild av detta fornminne      |
| Tanum 1083:1                         | Röse                        |              | Tanum, Bohuslän     |       | 58.783859, 11.222159 | 10160610830001 | Ladda upp en bild av detta fornminne      |
| Tanum 1084:1                         | Röse                        |              | Tanum, Bohuslän     |       | 58.786873, 11.216414 | 10160610840001 | Ladda upp en bild av detta fornminne      |
| Tanum 1085:1                         | Stensättning                |              | Tanum, Bohuslän     |       | 58.787117, 11.244328 | 10160610850001 | Ladda upp en bild av detta fornminne      |
| Tanum 1086:1                         | Röse                        |              | Tanum, Bohuslän     |       | 58.777338, 11.229025 | 10160610860001 | Ladda upp en bild av detta fornminne      |
| Tanum 1087:1                         | Gravfält                    |              | Tanum, Bohuslän     |       | 58.784672, 11.300218 | 10160610870001 | Ladda upp en bild av detta fornminne      |
| Tanum 1088:1                         | Gravfält                    |              | Tanum, Bohuslän     |       | 58.786721, 11.300355 | 10160610880001 | Ladda upp en bild av detta fornminne      |
| Husberget (Tanum 1089:1)             | Fornborg                    |              | Tanum, Bohuslän     |       | 58.783735, 11.293799 | 10160610890001 | Ladda upp en bild av detta fornminne      |
| Tanum 1090:1                         | Hög                         |              | Tanum, Bohuslän     |       | 58.768799, 11.305089 | 10160610900001 | Ladda upp en bild av detta fornminne      |
| Tanum 1090:2                         | Hög                         |              | Tanum, Bohuslän     |       | 58.768861, 11.305377 | 10160610900002 | Ladda upp en bild av detta fornminne      |
| Tanum 1090:3                         | Hög                         |              | Tanum, Bohuslän     |       | 58.768927, 11.305180 | 10160610900003 | Ladda upp en bild av detta fornminne      |
| Tanum 1092:1                         | Hög                         |              | Tanum, Bohuslän     |       | 58.688323, 11.356001 | 10160610920001 | Ladda upp en bild av detta fornminne      |
| Tanum 1093:1                         | Röse                        |              | Tanum, Bohuslän     |       | 58.683077, 11.345318 | 10160610930001 | Ladda upp en bild av detta fornminne      |
| Tanum 1093:2                         | Stensättning                |              | Tanum, Bohuslän     |       | 58.682990, 11.345414 | 10160610930002 | Ladda upp en bild av detta fornminne      |
| Tanum 1094:1                         | Stensättning                |              | Tanum, Bohuslän     |       | 58.681609, 11.351989 | 10160610940001 | Ladda upp en bild av detta fornminne      |
| Tanum 1094:2                         | Stensättning                |              | Tanum, Bohuslän     |       | 58.681786, 11.351900 | 10160610940002 | Ladda upp en bild av detta fornminne      |
| Tanum 1099:1                         | Fiskeläge                   |              | Tanum, Bohuslän     |       | 58.676669, 11.222463 | 10160610990001 | Ladda upp en bild av detta fornminne      |
| Tanum 1100:1                         | Stensättning                |              | Tanum, Bohuslän     |       | 58.679710, 11.220103 | 10160611000001 | Ladda upp en bild av detta fornminne      |
| Tanum 1100:2                         | Stensättning                |              | Tanum, Bohuslän     |       | 58.679625, 11.220250 | 10160611000002 | Ladda upp en bild av detta fornminne      |
| Tanum 1101:1                         | Hög                         |              | Tanum, Bohuslän     |       | 58.695134, 11.457416 | 10160611010001 | Ladda upp en bild av detta fornminne      |
| Tanum 1101:2                         | Stensättning                |              | Tanum, Bohuslän     |       | 58.695387, 11.456997 | 10160611010002 | Ladda upp en bild av detta fornminne      |
| Tanum 1103:1                         | Röse                        |              | Tanum, Bohuslän     |       | 58.697481, 11.396690 | 10160611030001 | Ladda upp en bild av detta fornminne      |
| Tanum 1103:2                         | Stensättning                |              | Tanum, Bohuslän     |       | 58.697559, 11.396871 | 10160611030002 | Ladda upp en bild av detta fornminne      |
| Tanum 1103:3                         | Stensättning                |              | Tanum, Bohuslän     |       | 58.697422, 11.396506 | 10160611030003 | Ladda upp en bild av detta fornminne      |
| Tanum 1104:1                         | Stensättning                |              | Tanum, Bohuslän     |       | 58.693800, 11.397926 | 10160611040001 | Ladda upp en bild av detta fornminne      |
| Tanum 1105:1                         | Fornborg                    |              | Tanum, Bohuslän     |       | 58.694166, 11.402809 | 10160611050001 | Ladda upp en bild av detta fornminne      |
| Tanum 1105:2                         | Röse                        |              | Tanum, Bohuslän     |       | 58.694664, 11.402948 | 10160611050002 | Ladda upp en bild av detta fornminne      |
| Tanum 1106:1                         | Stensättning                |              | Tanum, Bohuslän     |       | 58.695990, 11.405758 | 10160611060001 | Ladda upp en bild av detta fornminne      |
| Tanum 1107:1                         | Stenkrets                   |              | Tanum, Bohuslän     |       | 58.713079, 11.388956 | 10160611070001 | Ladda upp en bild av detta fornminne      |
| Tanum 1107:2                         | Grav markerad av sten/block |              | Tanum, Bohuslän     |       | 58.713184, 11.388875 | 10160611070002 | Ladda upp en bild av detta fornminne      |
| Tanum 1108:1                         | Röse                        |              | Tanum, Bohuslän     |       | 58.710640, 11.400261 | 10160611080001 | Ladda upp en bild av detta fornminne      |
| Tanum 1113:1                         | Röse                        |              | Tanum, Bohuslän     |       | 58.679358, 11.258918 | 10160611130001 | Ladda upp en bild av detta fornminne      |
| Tanum 1114:1                         | Röse                        |              | Tanum, Bohuslän     |       | 58.670696, 11.265578 | 10160611140001 | Ladda upp en bild av detta fornminne      |
| Tanum 1114:2                         | Röse                        |              | Tanum, Bohuslän     |       | 58.670458, 11.265268 | 10160611140002 | Ladda upp en bild av detta fornminne      |
| Tysslinge hög (Tanum 1115:1)         | Hög                         |              | Tanum, Bohuslän     |       | 58.678485, 11.477116 | 10160611150001 | Ladda upp en bild av detta fornminne      |
| Tysslinge hög (Tanum 1115:2)         | Stensättning                |              | Tanum, Bohuslän     |       | 58.678566, 11.477399 | 10160611150002 | Ladda upp en bild av detta fornminne      |
| Tysslinge hög (Tanum 1115:3)         | Stensättning                |              | Tanum, Bohuslän     |       | 58.678627, 11.477617 | 10160611150003 | Ladda upp en bild av detta fornminne      |
| Tanum 1116:1                         | Hög                         |              | Tanum, Bohuslän     |       | 58.659087, 11.481157 | 10160611160001 | Ladda upp en bild av detta fornminne      |
| Tanum 1116:2                         | Hög                         |              | Tanum, Bohuslän     |       | 58.658604, 11.480921 | 10160611160002 | Ladda upp en bild av detta fornminne      |
| Tanum 1117:1                         | Hög                         |              | Tanum, Bohuslän     |       | 58.652825, 11.476843 | 10160611170001 | Ladda upp en bild av detta fornminne      |
| Tanum 1117:2                         | Hög                         |              | Tanum, Bohuslän     |       | 58.652618, 11.476833 | 10160611170002 | Ladda upp en bild av detta fornminne      |
| Tanum 1117:3                         | Stensättning                |              | Tanum, Bohuslän     |       | 58.652455, 11.476783 | 10160611170003 | Ladda upp en bild av detta fornminne      |
| Tanum 1117:4                         | Stensättning                |              | Tanum, Bohuslän     |       | 58.652422, 11.476580 | 10160611170004 | Ladda upp en bild av detta fornminne      |
| Tanum 1118:1                         | Hög                         |              | Tanum, Bohuslän     |       | 58.657348, 11.466834 | 10160611180001 | Ladda upp en bild av detta fornminne      |
| Tanum 1119:1                         | Stensättning                |              | Tanum, Bohuslän     |       | 58.641139, 11.469189 | 10160611190001 | Ladda upp en bild av detta fornminne      |
| Tanum 1119:2                         | Stensättning                |              | Tanum, Bohuslän     |       | 58.641088, 11.468988 | 10160611190002 | Ladda upp en bild av detta fornminne      |
| Tanum 1123:1                         | Gravfält                    |              | Tanum, Bohuslän     |       | 58.701295, 11.258530 | 10160611230001 | Ladda upp en bild av detta fornminne      |
| Tanum 1153:1                         | Röse                        |              | Tanum, Bohuslän     |       | 58.698777, 11.201540 | 10160611530001 | Ladda upp en bild av detta fornminne      |
| Tanum 1154:1                         | Röse                        |              | Tanum, Bohuslän     |       | 58.698863, 11.211827 | 10160611540001 | Ladda upp en bild av detta fornminne      |
| Tanum 1156:1                         | Röse                        |              | Tanum, Bohuslän     |       | 58.690297, 11.215522 | 10160611560001 | Ladda upp en bild av detta fornminne      |
| Tanum 1158:1                         | Hög                         |              | Tanum, Bohuslän     |       | 58.681919, 11.365485 | 10160611580001 | Ladda upp en bild av detta fornminne      |
| Tanum 1158:2                         | Stensättning                |              | Tanum, Bohuslän     |       | 58.682163, 11.365163 | 10160611580002 | Ladda upp en bild av detta fornminne      |
| Tanum 1158:3                         | Stensättning                |              | Tanum, Bohuslän     |       | 58.682298, 11.365253 | 10160611580003 | Ladda upp en bild av detta fornminne      |
| Tanum 1160:1                         | Gravfält                    |              | Tanum, Bohuslän     |       | 58.685688, 11.386018 | 10160611600001 | Ladda upp en bild av detta fornminne      |
| Tanum 1165:1                         | Röse                        |              | Tanum, Bohuslän     |       | 58.769878, 11.235306 | 10160611650001 | Ladda upp en bild av detta fornminne      |
| Tanum 1165:2                         | Stensättning                |              | Tanum, Bohuslän     |       | 58.769988, 11.235069 | 10160611650002 | Ladda upp en bild av detta fornminne      |
| Tanum 1165:3                         | Stensättning                |              | Tanum, Bohuslän     |       | 58.769897, 11.235027 | 10160611650003 | Ladda upp en bild av detta fornminne      |
| Tanum 1165:4                         | Stensättning                |              | Tanum, Bohuslän     |       | 58.769839, 11.234878 | 10160611650004 | Ladda upp en bild av detta fornminne      |
| Tanum 1166:1                         | Röse                        |              | Tanum, Bohuslän     |       | 58.769176, 11.236812 | 10160611660001 | Ladda upp en bild av detta fornminne      |
| Tanum 1167:1                         | Gravfält                    |              | Tanum, Bohuslän     |       | 58.769434, 11.239485 | 10160611670001 | Ladda upp en bild av detta fornminne      |
| Tanum 1168:1                         | Hög                         |              | Tanum, Bohuslän     |       | 58.735204, 11.403043 | 10160611680001 | Ladda upp en bild av detta fornminne      |
| Tanum 1173:1                         | Fiskeläge                   |              | Tanum, Bohuslän     |       | 58.722820, 11.144525 | 10160611730001 | Ladda upp en bild av detta fornminne      |
| Tanum 1175:1                         | Röse                        |              | Tanum, Bohuslän     |       | 58.758006, 11.174852 | 10160611750001 | Ladda upp en bild av detta fornminne      |
| Tanum 1176:1                         | Stensättning                |              | Tanum, Bohuslän     |       | 58.761001, 11.160440 | 10160611760001 | Ladda upp en bild av detta fornminne      |
| Tanum 1177:1                         | Röse                        |              | Tanum, Bohuslän     |       | 58.763338, 11.155566 | 10160611770001 | Ladda upp en bild av detta fornminne      |
| Tanum 1187:1                         | Röse                        |              | Tanum, Bohuslän     |       | 58.799248, 11.210145 | 10160611870001 | Ladda upp en bild av detta fornminne      |
| Tanum 1188:1                         | Hög                         |              | Tanum, Bohuslän     |       | 58.720432, 11.217294 | 10160611880001 | Ladda upp en bild av detta fornminne      |
| Tanum 1194:1                         | Stensättning                |              | Tanum, Bohuslän     |       | 58.691041, 11.325149 | 10160611940001 | Ladda upp en bild av detta fornminne      |
| Tanum 1196:1                         | Stensättning                |              | Tanum, Bohuslän     |       | 58.631221, 11.352004 | 10160611960001 | Ladda upp en bild av detta fornminne      |
| Tanum 1241:1                         | Fiskeläge                   |              | Tanum, Bohuslän     |       | 58.740744, 11.205802 | 10160612410001 | Ladda upp en bild av detta fornminne      |
| Tanum 1301:1                         | Stensättning                |              | Tanum, Bohuslän     |       | 58.726324, 11.324937 | 10160613010001 | Ladda upp en bild av detta fornminne      |
| Tanum 1302:1                         | Grav markerad av sten/block |              | Tanum, Bohuslän     |       | 58.729351, 11.324004 | 10160613020001 | Ladda upp en bild av detta fornminne      |
| Tanum 1302:2                         | Grav markerad av sten/block |              | Tanum, Bohuslän     |       | 58.729451, 11.324027 | 10160613020002 | Ladda upp en bild av detta fornminne      |
| Tanum 1302:3                         | Grav markerad av sten/block |              | Tanum, Bohuslän     |       | 58.729474, 11.323903 | 10160613020003 | Ladda upp en bild av detta fornminne      |
| Tanum 1302:4                         | Stenkrets                   |              | Tanum, Bohuslän     |       | 58.729610, 11.323939 | 10160613020004 | Ladda upp en bild av detta fornminne      |
| Tanum 1303:1                         | Stensättning                |              | Tanum, Bohuslän     |       | 58.730941, 11.322552 | 10160613030001 | Ladda upp en bild av detta fornminne      |
| Tanum 1306:1                         | Stensättning                |              | Tanum, Bohuslän     |       | 58.739387, 11.313380 | 10160613060001 | Ladda upp en bild av detta fornminne      |
| Tanum 1307:1                         | Stensättning                |              | Tanum, Bohuslän     |       | 58.739887, 11.314929 | 10160613070001 | Ladda upp en bild av detta fornminne      |
| Tanum 1309:1                         | Grav markerad av sten/block |              | Tanum, Bohuslän     |       | 58.743161, 11.317339 | 10160613090001 | Ladda upp en bild av detta fornminne      |
| Tanum 1311:1                         | Stensättning                |              | Tanum, Bohuslän     |       | 58.745266, 11.317856 | 10160613110001 | Ladda upp en bild av detta fornminne      |
| Tanum 1317:1                         | Stensättning                |              | Tanum, Bohuslän     |       | 58.738169, 11.330021 | 10160613170001 | Ladda upp en bild av detta fornminne      |
| Tanum 1321:1                         | Stensättning                |              | Tanum, Bohuslän     |       | 58.735450, 11.338316 | 10160613210001 | Ladda upp en bild av detta fornminne      |
| Tanum 1322:1                         | Röse                        |              | Tanum, Bohuslän     |       | 58.747179, 11.333320 | 10160613220001 | Ladda upp en bild av detta fornminne      |
| Tanum 1323:1                         | Stensättning                |              | Tanum, Bohuslän     |       | 58.747639, 11.334493 | 10160613230001 | Ladda upp en bild av detta fornminne      |
| Tanum 1325:1                         | Stensättning                |              | Tanum, Bohuslän     |       | 58.746174, 11.342658 | 10160613250001 | Ladda upp en bild av detta fornminne      |
| Tanum 1328:1                         | Stensättning                |              | Tanum, Bohuslän     |       | 58.735383, 11.352535 | 10160613280001 | Ladda upp en bild av detta fornminne      |
| Tanum 1329:1                         | Stensättning                |              | Tanum, Bohuslän     |       | 58.733653, 11.355247 | 10160613290001 | Ladda upp en bild av detta fornminne      |
| Tanum 1330:1                         | Röse                        |              | Tanum, Bohuslän     |       | 58.738171, 11.349438 | 10160613300001 | Ladda upp en bild av detta fornminne      |
| Tanum 1334:1                         | Stensättning                |              | Tanum, Bohuslän     |       | 58.753638, 11.352755 | 10160613340001 | Ladda upp en bild av detta fornminne      |
| Tanum 1335:1                         | Stensättning                |              | Tanum, Bohuslän     |       | 58.756461, 11.345613 | 10160613350001 | Ladda upp en bild av detta fornminne      |
| Tanum 1343:1                         | Grav markerad av sten/block |              | Tanum, Bohuslän     |       | 58.768748, 11.349839 | 10160613430001 | Ladda upp en bild av detta fornminne      |
| Tanum 1345:1                         | Fornborg                    |              | Tanum, Bohuslän     |       | 58.769409, 11.375145 | 10160613450001 | Ladda upp en bild av detta fornminne      |
| Tanum 1351:1                         | Stensättning                |              | Tanum, Bohuslän     |       | 58.758164, 11.392237 | 10160613510001 | Ladda upp en bild av detta fornminne      |
| Tanum 1357:1                         | Stensättning                |              | Tanum, Bohuslän     |       | 58.734556, 11.402112 | 10160613570001 | Ladda upp en bild av detta fornminne      |
| Tanum 1357:2                         | Stensättning                |              | Tanum, Bohuslän     |       | 58.734697, 11.402027 | 10160613570002 | Ladda upp en bild av detta fornminne      |
| Tanum 1357:3                         | Stensättning                |              | Tanum, Bohuslän     |       | 58.734827, 11.402168 | 10160613570003 | Ladda upp en bild av detta fornminne      |
| Tanum 1363:1                         | Stensättning                |              | Tanum, Bohuslän     |       | 58.716456, 11.458194 | 10160613630001 | Ladda upp en bild av detta fornminne      |
| Tanum 1363:2                         | Stensättning                |              | Tanum, Bohuslän     |       | 58.716283, 11.458376 | 10160613630002 | Ladda upp en bild av detta fornminne      |
| Tanum 1365:1                         | Stensättning                |              | Tanum, Bohuslän     |       | 58.732639, 11.373087 | 10160613650001 | Ladda upp en bild av detta fornminne      |
| Tanum 1366:1                         | Hög                         |              | Tanum, Bohuslän     |       | 58.740173, 11.388035 | 10160613660001 | Ladda upp en bild av detta fornminne      |
| Tanum 1367:1                         | Stensättning                |              | Tanum, Bohuslän     |       | 58.737821, 11.387326 | 10160613670001 | Ladda upp en bild av detta fornminne      |
| Tanum 1368:1                         | Stensättning                |              | Tanum, Bohuslän     |       | 58.733597, 11.393373 | 10160613680001 | Ladda upp en bild av detta fornminne      |
| Tanum 1370:1                         | Grav markerad av sten/block |              | Tanum, Bohuslän     |       | 58.719429, 11.415618 | 10160613700001 | Ladda upp en bild av detta fornminne      |
| Tanum 1370:2                         | Grav markerad av sten/block |              | Tanum, Bohuslän     |       | 58.719393, 11.415700 | 10160613700002 | Ladda upp en bild av detta fornminne      |
| Tanum 1370:3                         | Grav markerad av sten/block |              | Tanum, Bohuslän     |       | 58.719365, 11.415753 | 10160613700003 | Ladda upp en bild av detta fornminne      |
| Tanum 1370:4                         | Grav markerad av sten/block |              | Tanum, Bohuslän     |       | 58.719356, 11.415839 | 10160613700004 | Ladda upp en bild av detta fornminne      |
| Tanum 1373:1                         | Gravfält                    |              | Tanum, Bohuslän     |       | 58.729926, 11.363930 | 10160613730001 | Ladda upp en bild av detta fornminne      |
| Tanum 1385:1                         | Stensättning                |              | Tanum, Bohuslän     |       | 58.772152, 11.313319 | 10160613850001 | Ladda upp en bild av detta fornminne      |
| Tanum 1400:1                         | Hög                         |              | Tanum, Bohuslän     |       | 58.701208, 11.348194 | 10160614000001 | Ladda upp en bild av detta fornminne      |
| Tanum 1400:2                         | Stensättning                |              | Tanum, Bohuslän     |       | 58.701399, 11.347981 | 10160614000002 | Ladda upp en bild av detta fornminne      |
| Tanum 1440:1                         | Stensättning                |              | Tanum, Bohuslän     |       | 58.658097, 11.420583 | 10160614400001 | Ladda upp en bild av detta fornminne      |
| Tanum 1489:1                         | Gravfält                    |              | Tanum, Bohuslän     |       | 58.688173, 11.401541 | 10160614890001 | Ladda upp en bild av detta fornminne      |
| Tanum 1491:1                         | Stensättning                |              | Tanum, Bohuslän     |       | 58.678330, 11.377949 | 10160614910001 | Ladda upp en bild av detta fornminne      |
| Tanum 1651:1                         | Stensättning                |              | Tanum, Bohuslän     |       | 58.655768, 11.259801 | 10160616510001 | Ladda upp en bild av detta fornminne      |
| Tanum 1763:1                         | Stensättning                |              | Tanum, Bohuslän     |       | 58.711426, 11.352355 | 10160617630001 | Ladda upp en bild av detta fornminne      |
| Tanum 1765:2                         | Grav markerad av sten/block |              | Tanum, Bohuslän     |       | 58.691389, 11.399516 | 10160617650002 | Ladda upp en bild av detta fornminne      |
| Tanum 1766:2                         | Stensättning                |              | Tanum, Bohuslän     |       | 58.691063, 11.394944 | 10160617660002 | Ladda upp en bild av detta fornminne      |
| Skrädderöd gamla tomt (Tanum 1777:2) | Lägenhetsbebyggelse         |              | Tanum, Bohuslän     |       | 58.695567, 11.383422 | 10160617770002 | Ladda upp en bild av detta fornminne      |
| Tanum 1796:1                         | Stensättning                |              | Tanum, Bohuslän     |       | 58.703750, 11.384694 | 10160617960001 | Ladda upp en bild av detta fornminne      |
| Tanum 1803:1                         | Stensättning                |              | Tanum, Bohuslän     |       | 58.708448, 11.365525 | 10160618030001 | Ladda upp en bild av detta fornminne      |
| Tanum 1826:1                         | Fiskeläge                   |              | Tanum, Bohuslän     |       | 58.718595, 11.203011 | 10160618260001 | Ladda upp en bild av detta fornminne      |
| Tanum 1853:1                         | Stensättning                |              | Tanum, Bohuslän     |       | 58.783264, 11.273823 | 10160618530001 | Ladda upp en bild av detta fornminne      |
| Tanum 1855:1                         | Fornborg                    |              | Tanum, Bohuslän     |       | 58.693210, 11.298985 | 10160618550001 | Ladda upp en bild av detta fornminne      |
| Tanum 1869                           | Röse                        |              | Tanum, Bohuslän     |       | 58.795634, 11.268973 | 12000000004900 | Ladda upp en bild av detta fornminne      |
| Tanum 1887                           | Stensättning                |              | Tanum, Bohuslän     |       | 58.675762, 11.413201 | 12000000018250 | Ladda upp en bild av detta fornminne      |
| Tanum 1910                           | Röse                        |              | Tanum, Bohuslän     |       | 58.694599, 11.395901 | 12000000036737 | Ladda upp en bild av detta fornminne      |
| Tanum 1984                           | Gravfält                    |              | Tanum, Bohuslän     |       | 58.776633, 11.235736 | 12000000052721 | Ladda upp en bild av detta fornminne      |
| Tanum 1999                           | Stensättning                |              | Tanum, Bohuslän     |       | 58.769783, 11.240779 | 12000000052738 | Ladda upp en bild av detta fornminne      |
| Tanum 2024                           | Stensättning                |              | Tanum, Bohuslän     |       | 58.749526, 11.292980 | 12000000063641 | Ladda upp en bild av detta fornminne      |
| Tanum 2026                           | Stensättning                |              | Tanum, Bohuslän     |       | 58.752900, 11.284422 | 12000000063643 | Ladda upp en bild av detta fornminne      |
| Tanum 2028                           | Stensättning                |              | Tanum, Bohuslän     |       | 58.752670, 11.285000 | 12000000063645 | Ladda upp en bild av detta fornminne      |
| Tanum 2031                           | Stensättning                |              | Tanum, Bohuslän     |       | 58.746355, 11.291967 | 12000000063648 | Ladda upp en bild av detta fornminne      |
| Tanum 2032                           | Stensättning                |              | Tanum, Bohuslän     |       | 58.746461, 11.291443 | 12000000063649 | Ladda upp en bild av detta fornminne      |
| Tanum 2034                           | Stensättning                |              | Tanum, Bohuslän     |       | 58.749341, 11.293273 | 12000000063651 | Ladda upp en bild av detta fornminne      |
| Tanum 2035                           | Stensättning                |              | Tanum, Bohuslän     |       | 58.770173, 11.274704 | 12000000063757 | Ladda upp en bild av detta fornminne      |
| Tanum 2037                           | Stensättning                |              | Tanum, Bohuslän     |       | 58.770048, 11.274841 | 12000000063759 | Ladda upp en bild av detta fornminne      |
| Tanum 2040                           | Stensättning                |              | Tanum, Bohuslän     |       | 58.775253, 11.242267 | 12000000064047 | Ladda upp en bild av detta fornminne      |
| Tanum 2097                           | Stensättning                |              | Tanum, Bohuslän     |       | 58.781271, 11.409903 | 12000000070137 | Ladda upp en bild av detta fornminne      |
| Tanum 2110                           | Stensättning                |              | Tanum, Bohuslän     |       | 58.781303, 11.410051 | 12000000070150 | Ladda upp en bild av detta fornminne      |
| Tanum 2112                           | Stensättning                |              | Tanum, Bohuslän     |       | 58.781384, 11.410254 | 12000000070152 | Ladda upp en bild av detta fornminne      |
| Tanum 2122                           | Röse                        |              | Tanum, Bohuslän     |       | 58.723144, 11.340641 | 12000000079029 | Ladda upp en bild av detta fornminne      |
| Tanum 2209                           | Stensättning                |              | Tanum, Bohuslän     |       | 58.708298, 11.365966 | 12000000108522 | Ladda upp en bild av detta fornminne      |
| Tanum 2210                           | Stensättning                |              | Tanum, Bohuslän     |       | 58.711527, 11.358734 | 12000000108523 | Ladda upp en bild av detta fornminne      |
| Tanum 2213                           | Gravfält                    |              | Tanum, Bohuslän     |       | 58.708965, 11.364815 | 12000000108526 | Ladda upp en bild av detta fornminne      |
| Tanum 2236                           | Stensättning                |              | Tanum, Bohuslän     |       | 58.712646, 11.386742 | 12000000126906 | Ladda upp en bild av detta fornminne      |